# 冀察热辽军区
冀察热辽是1945年10月下旬-1948年11月，中国共产党在河北省、察哈尔省、热河省、辽宁省一带设置的兵团级建制区划，分别设立中共中央冀察热辽分局、冀察热辽行政委员会、冀察热辽军区（为二级军区）。

## 历史
前身是1944年成立的八路军晋察冀军区下属的冀热辽军区。司令员兼政委李运昌，参谋长彭寿山。辖第14、第15、第16、第17、第18军分区，26个团。设中共冀热辽区委、冀热辽行署。
1945年9月，晋察冀军区组建了8个野战纵队。其中主要在冀热辽、热河作战的：
- 晋冀鲁豫第一纵队：司令员杨得志，政委苏振华。辖第1旅、第2旅、第3旅。
- 冀东纵队：司令员詹才芳，政委李楚离，1946年4月番号撤销。第12旅、第13旅、第14旅调归冀东军区建制。
  - 第12旅：1945年11月以第15军分区第17、50团和第18军分区第56团组成。旅长刘永源/任昌辉（15分区司令员），政委林茂源，参谋长李子钧。辖第17团、第50团、第56团。1946年4月转隶冀东军区。1946年6月，第14旅并入第12旅。原14旅1团调归该旅为第28团。旅长袁渊，政委徐光华。1946年7月，第12旅改称独立第10旅。辖28、29、34团。1947年9月升为第9纵队第25师，独立11旅34团和独立第10旅30团对调。
  - 第13旅：1945年11月以第17军分区第2、14、60团组成，旅长萧全夫，政委李振声，副政委向仲华，参谋长赵甫臣。辖第2团、第14团、第60团。1946年4月转隶冀东军区。1946年7月，第13旅改称独立第11旅。
  - 第14旅：1945年11月以第16军分区第1、61团和第18军分区第57团组成。旅长何能彬，政委徐光华，副旅长袁渊，副政委黄志勇，参谋长袁渊（兼）/李凤阁，政治部主任黄志勇（兼）。辖第1团、第61团、第57团。1946年4月转隶冀东军区。1946年7月，第14旅并入第12旅，撤销第14旅番号。
- 热辽（黄永胜）纵队：1945年9月成立东北人民自治军第三前线司令部（成立后称锦热军区），负责营口（不含）至叶柏寿（今辽宁建平）之线的部队。司令员兼政委李运昌；副司令员黄永胜、文年生、沙克；副政委雷经天；参谋长辛世修。冀热辽出关后发展的新部队（含冀热辽16军分区第18团老部队）；黄永胜从延安率领挺进东北的陕甘宁晋绥军教导第2旅第1团；文年生率领的陕甘宁晋绥军警备第1旅改编的八路军南下第3支队；吕正操部沙克率领的冀中军区第31团；延安炮校部分干部。锦热军区下辖：第22旅、第27旅、第30旅、炮兵混成旅。1945年10月由冀热辽部队与陕甘宁晋绥部队合编。1946年1月起，上述部队由热辽纵队指挥。司令员黄永胜，政委朱涤新，副司令员文年生，参谋长沙克，政治部主任黄惠良，副参谋长朱军、王亢。1946年4月番号撤销，第22旅第65团（朱德警卫团）、第67团（新团）和第30旅（红九军团/警一团）、第27旅第70团（红一团）合编为冀热辽军区独立第1旅（后改称热辽军区独立第16旅）；1946年9月，第27旅第31团（冀中）、第71团（冀热辽特务团）和第22旅第64团合编为热辽军区独立第17旅。 
  - 第22旅：12月底由冀热辽22旅8000人与文年生警1旅机关和第2团（八路军总部特务团即朱德警卫团）于1945年11月20日合编，下辖第64团、第65团、第67团。旅长欧致富，政委陈志彬，副旅长周家美，副政委吴宗鹏，参谋长赵黎平。前身1943年7月以冀东第12团2连、高恒游击队及县大队为基础组建的冀东军分区第8区队。1945年1月扩建为冀东16分区第18团。原22旅为冀东18团在锦州扩建为第64、65、66、67、68、69计6个团，9月底组建第22旅，10月底分为第22旅、第30旅。由陕甘宁边区警备第1旅旅部大部及警备第1团组成的“国民革命军第十八集团军独立第三游击支队”（八路军南下第三支队），司令员文年生（原警备一旅旅长兼关中军分区司令员）、政治委员张启龙，参谋长贺庆积。1939年12月陕甘宁边区绥德警备司令部改编为警备第1旅旅部。1942年底精兵简政，警备第1旅与关中军分区合并。
    - 64团（副班长以上为老骨干），团长陈克荣（1946年1月6日牺牲），政委唐子培（1959年空军上校），副团长张智魁（中国交通部打捞局首任局长）、副政委胡导环，2500人。1946年5月在北票与辽宁省第一保安司令部第一团(保安一团，1945年11月在阜新组建）合编称热河军区热辽（21）军分区警备三团，原保安一团编为该团二营。1946年9月警三团（欠一营）改编为独立17旅第50团。
    - 65团（副排长以上为老骨干），1945年7月，八路军总部特务团即朱德警卫团的5个连编成八路军南下支队独立第三游击支队第二团/警备第二团。2500人。赴东北后驻绥中、锦西、兴城、葫芦岛一线。1946年4月组建冀热辽军区直属独立旅时，以22旅65团为基础保留番号，补入69团一部，组成独立旅第65团，团长邹昌茂、政委谢家祥、副团长董占林、参谋长王向春/韩风、政治处主任兰亦农，副主任张寿元。
    - 67团（副营长以上为老同志），团长张晓冰、政委宋一民，2000人。驻防北票、朝阳一带。

  - 第27旅：由冀热辽军区特务1团、冀中沙克第31团，黄永胜教导第2旅第1团1945年12月10日在朝阳组建，旅长丁盛、政委韦祖珍，副政委兼政治部主任李勃，参谋长陈运春。转战于热东、辽西地区，同返回建昌农村的热东军分区一道开辟和巩固热东、辽西根据地，威胁辽西战略走廊。1946年4月并入热东军分区。1947年5月热东军分区率所属独立第一、第二、第三团在建昌组建独立第18旅，旅长丁盛、政治委员韦祖珍；辽西支队改编为52团，团长孔瑞云。1947年8月1日，在凌源独立十八旅编入东北民主联军第八纵队，称第二十四师。
    - 第70团：教导第2旅第1团（红一团）。1946年4月组建冀热辽军区直属独立旅时，以27旅70团（欠第2营4连、5连）为基础，将黄永胜纵队特务团（李运昌带的冀东老部队特务团）第1、2、3连编入70团，团长吴瑞山、政委王星、副团长霍成忠、参谋长魏槐之；70团第二营的第四、第五连组建热东分区独立三团沿革为18旅54团、八纵24旅72团。
    - 第71团：冀热辽军区特务营在沈阳发展的两个特务团之特务一团。1945年日本投降后，八路军被俘干部、“特殊工人”南品、高光鉴在沈阳被释放出狱。在沈阳日本辅导学校旧址成立了“被俘军人收容所”，号召沈阳市的八路军被俘人员前去报到。不到10天的时间，就组织了近2000人的队伍。本溪、抚顺等地的八路军被俘人员也闻讯赶来。南品、高光鉴等决定扩大党支部，增补本溪来的刘嘉、韩凯为党支部委员，南品负责军事工作，高光鉴负责政治工作，新增补的两个委员负责扩军工作。在党支部的领导下，这支队伍很快扩大到近5000人，协助苏军维护沈阳市区社会治安。冀热辽特务团副团长兼警卫营长贾子华带一个骑兵排在9月上旬进入沈阳城区，高光鉴、南品的队伍与、晋察冀一分区二十五团的干部架子合编为特务一团，团长南品（1945.9至1945.10）/ 贾子华（1945.10至1945.11）/田长江（1945.11至1946.12）/陈云春（1946.12至1947.11），政委高光鉴/夏新民，副团长兼参谋长韦统泰。1945年11月改称25旅71团。在朝阳县六家子、建昌县玲珑塔一带。1946年4月第1、2、3连编入第70团隶属于冀热辽军区直属旅。1946年4月，第71团其余部分与热东独立营改为独立支队（热东军分区独立团），1946年12月称热东分区独立2团。1947年5月18旅53团。1947年8月1日为八纵24旅71团。沿革为步兵162师485团。
    - 第31团：冀中八分区部队。团长刘江亭（1955年大校）、政委吕炳安（1961年少将）、副团长黄清（后任南宁地委监委副书记）。在兴城梨树沟门和建昌县药王庙一带活动。1946年4月，三十—团与七十团二营合并为辽西支队，归属十八军分区。支队长孔瑞云、政委刘南生，原三十一团团长刘江亭、政治委员吕炳安分别任副支队长、副政治委员，支队参谋长韩怀智。1946年12月，辽西支队改称热东(十八)军分区独立一团，全团1700余人。团长孔瑞云，政治委员吕炳安。1947年5月，改称独立18旅第52团，团长孔瑞云，政委吕炳安。1947年8月为八纵24师70团。

  - 第30旅：由冀东16军分区第30旅的3个团及旅直机关7000人和文年生警1旅第2团合编。下辖第66团、第68团、第69团。旅长张德发，政委谢镗忠，副旅长张甦，参谋长徐乃斌，政治部主任曹德连。1946年4月第70团（缺2营4连、5连），调入第30旅。以30旅旅部为冀热辽军区直属独立旅旅部。旅长张德发，政委谢镗忠，副旅长幸世修，参谋长张乃斌，政治部主任曹德连。1946年5月中旬的古山战斗后，该旅于1946年7月20日改称独立第16旅并转隶热辽军区。
    - 66团：（警备第一团），前身为红九军团。抗战初期改编为八路军一二零师359旅718团，后改编为陕甘宁留守兵团警备第8团。1943年1月改编为警备第1旅第1团。解放战争时期沿革为冀热辽第30旅66团，团长邱会墟（原警一旅一团参谋长）。政委任荣（1955年少将）。热辽军区独16旅47团、东北民主联军八纵23师68团、第45军134师401团。团长赵文隆、政委张冠军，参谋长张荣森（原警一旅一团连长），1800人。驻北镇、盘山、台安、新民、辽中一线。1946年4月改编为冀热辽军区指数独立旅时，以30旅66团为基础保留番号，补入68团。团长江礼洪、政委任荣、副团长张俊岚、参谋长韩风。
    - 68团（团干部和司政机关干部为老同志），团长陈霖（赖邦）、政委李济宗/张峻岚（1948年10月14日解放锦州牺牲），副团长闫忠，副政委刘生春（警一旅干部股长），参谋长韩风1800人。驻防阜新。1946年4月改编为冀热辽军区直属独立旅时，编入第66团。
    - 69团，团长陈旺/宋映（1955年大校），政委徐明（1961年少将），2500人，驻防锦州。1946年4月改编为冀热辽军区指数独立旅时，编入第65团。

  - 炮兵混成旅：由延安炮校干部及冀东16分区独立工兵营等为基础组建，下辖炮兵第1团（团长杨云斋 政委谢瑛）、炮兵第2团（团长朱家鼎，政委文击（1955年大校）），步兵团。旅长王衍，政委李志明 参谋长任宪东。1946年春炮兵团并入晋察冀军区炮兵团。
- 冀察（刘道生）纵队：1945年10月由由冀察军区第一、第十二、第十三军分区部队各一部组成。纵队政委刘道生。1946年3至4月，晋察冀军区部队进行了第一次整编，刘道生纵队与郭天民总队合并为冀察纵队。
  - 第8旅：以平北12军分区之第10、40团和龙崇赤支队为基础，扩编为第22、23、24团组成。旅长詹大南，政委刘国梁。1946年5至6月，晋察冀军区部队第二次整编，冀察纵队第8旅番号撤销，第22、24团和第6旅第18团调归冀察军区为独立第5旅，第23团调归冀察纵队第6旅改称第18团。
  - 第10旅：主力团组成野战纵队后，冀察各军分区又组建独立团，其中第一军分区增编第28团、第十三军分区增编第27团，被合编为第10旅。旅长马辉，政委严庆堤。辖第20团、第27团、第28团。1946年3至4月，晋察冀军区部队进行了第一次整编，该旅撤销。
- 冀晋纵队（赵尔陆纵队、热河纵队）：1946年10月初开赴热河。司令员赵尔陆，副司令员韩伟、杨梅生，参谋长张开荆，政治部主任张平凯。1946年4月冀晋（赵尔陆）纵队撤编。
  - 第1旅(1)：旅长李湘、旅政委曾美、副政委张明河 参谋长周宏，政治部主任袁佩爵。由冀晋军区3分区为主，第2分区一部分，包括4团、2团（红军团）、42团等部队组建，辖第4团（二分区4团、五台支队、崞岱支队合编，团长谢正荣，政委张星灿）、第2团（三分区2团、完县支队合编，团长马卫华，政委裘永芳）、第7团（三分区42团、云彪支队合编，团长刘北佛，政委高通古，1946年6月调给第3旅）。1946年1月的古北口保卫战之后。1946年6月该旅（欠第7团）在张家口与晋察冀军区教导师合并，改称“晋察冀军区教导旅”，直属张家口卫戍司令部管辖。旅长李湘，代政委张明河，副旅长贺礼宝，参谋长周宏，政治部主任袁佩爵，辖第1团（原1旅4团欠2个连，与教导师1团欠团部与3个连合编，团长谢正荣，政委张星灿）、第2团（原1旅2团欠3个连，与教导师2团欠团部与3个连合编，团长马卫华，政委王海庭）、第3团（教导师1团、2团的两个团部与部分连队，原1旅5个连队合编。团长陈振明，政委王海庭）。1946年11月编入晋察冀第四纵队为11旅，后改称64军191师。
  - 第1旅（2）：刘其人率领渤海军区新编师于1946年1月下旬进抵热河后改称热河第1旅，参加了平泉战斗，1946年2月开赴哈西与杨国夫的山东七师会合。
  - 第2旅：赵尔陆纵队北上时由二分区第19团、第43团组成。冀热辽西路十四军分区部队第十三团、十六团一部和北进一支队2000人，由第十四军分区司令员舒行、政委李子光、副政委黄文率领，8月中旬向热河省承德进军。在兴隆县扩建为第二十四旅，主要是接收了伪满西南边防司令黄方刚1945年8月21日在兴隆县率伪满军3个团，15个讨伐队共8000人枪起义。黄方刚的主力24团、12团、11团和8团与第十四分区主力13团、北进一支队合编后，先称为4旅，再改称24旅。1945年12月该旅编为冀晋（赵尔陆）纵队第2旅，旅长黄方刚，政治委员覃国翰，副旅长黄鹄显，参谋长陈云中。辖第4团（冀东13团）、第5团（北进一支队）、第6团（晋察冀二分区第19团）。1946年4月该旅与冀中黄寿发纵队第1旅合编成冀热辽军区独立第2旅，旅长周仁杰,政治委员覃国翰，原第2旅第4、第5团番号不变，原第2旅第6团调回冀晋军区后编入独立独1旅为1团最终为第196师586团，冀中第71团改称第6团，冀中第62团拆散补入第4、第6团。1946年6月改称冀热辽军区独13旅。1946年9月独立第14旅并入热河独13旅，旅长黄鹄显，政治委员陈仁麒，以独13旅第37团第1、第2营、第38团和第14旅第42团合编组成第37团；独14旅第40团、第41团合并为第38团；独13旅第37团第3营和第39团合编组成第39团。后编入东北8纵队为22师，后改称45军133师。
  - 第3旅：冀热辽中路十五分区司令员赵文进、地分委书记宋诚率领冀热辽十五分区11团（由冀东13团1、2、8连及地方游击队组建）在朝阳、北票扩建成第25旅，3,000余人，旅长赵文进，政委周志国，辖101团（11团扩编）、102团（11团扩编，卜占亚任团长兼政委）和103团（迁青平支队改编第51团），驻朝阳、凌源、北票一带。102团奉命收缴凌源以南，叶柏寿以西，建昌以北地区原喀喇沁左旗所属的军警枪支弹药，于8月底进驻建昌县城开展工作，经过1个多月的时间，即收编和招收新兵1000多人，使部队总人数达到1800多人，组建扩大了3个营，配备了较好的武器装备(每个班配有轻机枪)。后改为赵尔陆纵队第三旅。旅长赵文进，政委陈仁麒，参谋长赵兰舟，政治部主任肖靖。辖第7、第8团（卜占亚任团长兼政委）、第9团。1946年4月改编为冀热辽军区独3旅。1946年6月再改编为冀热辽军区独14旅.1946年9月独立第14旅并入热河独13旅，第42团编入第37团；第40团、第41团合并为第38团（相当于恢复了冀东老11团建制）。
- 冀中（黄寿发）纵队。副司令员黄寿发（冀中军区副参谋长兼），副政委帅荣（冀中十分区政委兼），参谋长刘秉彦（冀中10分区司令员兼），政治部主任谭冠三（来自延安，曾任冀中军区政治部副主任）。1946年4月冀中（杨成武）纵队和冀中（黄寿发）纵队整编为冀中纵队，辖第11旅、第12旅、第13旅。
  - 第一旅 旅长周仁杰（来自延安），政委漆远渥（延安干部），政治部主任翁祥初（原教导一旅供给部政治委员），副参谋长杨力（晋察冀团参谋长）。辖第62团（八分区）、第71团（六分区）、第73团（九分区）。1946年6月，在晋察冀军区大整编中，冀中（黄寿发）纵队第1旅和冀晋（赵尔陆）纵队第2旅合编为冀热辽军区独立第2旅。
    - 第62团：1945年8月由八分区大城县的青大支队为基础组成，团长宋之源，政委韩仰山，副团长路松起，参谋长陈杰。1945年11月，该团进入热河，编入冀中（黄寿发）纵队第1旅，团长为曹志学，政委韩仰山，参谋长宋芝渊。1946年4月第62团撤消番号，分别补入独立第2旅第4、第6团。
    - 第71团：团长白云峰（1946年初在凌源指挥作战被俘）、政委萧泽西、副团长白斌、参谋长丁龙潜、政治处主任武甦生，副参谋长镇文卿。每连仅留一挺机枪，每班一条步枪，每人6枚手榴弹北上。到达承德后仅从从热河修械所得到300余支步枪，仅装备了一、二、三、四连。1946年6月冀中71团编入冀热辽军区独2旅为第6团，1946年6月改为冀热辽军区独13旅39团，沿革为东北8纵队为22师66团，后改称45军133师399团。
    - 第73团：1946年3月，第73团并入冀中纵队第13旅第37团，1946年6月，第37团改称冀中纵队第8旅第23团。1947年1月，第23团改编为第3纵队第6旅第17团。1949年改为第188师第563团。

  - 第二旅 旅长肖新槐（来自延安，原晋察冀十分区参谋长、三分区参谋长） 政委张如三（10分区副政委兼政治部主任） 参谋长甘若彬。1946年3至4月，晋察冀军区部队进行了第一次整编，改旅各团编入冀中纵队第12、13旅。
    - 第76团（十分区）：1946年3月，第76团并入冀中纵队第13旅第39团。
    - 第8团（七分区81团？）
    - 独立二总队 （献县伪军反正）

1945年9月中旬，热河行政公署在承德成立，李子光、杨雨民分别担任行政公署正副主任，开始做接收热河省政权工作。9月20日，晋察冀中央局决定，成立冀热辽区党委热河分委和热河军区。分委书记胡锡奎兼军区政治委员，军区司令段苏权，分委副书记王国权、李子光，分委宣传部长王逸群兼军区政治部主任。10月14日，热河省民主政府成立，主席李子光、副主席杨雨民。叶田任热河省政府委员、省公安厅长。建立热西（十六地委）、热南（十七地委）、热东（十八地委）、热中（十九地委）等6个地委、专署、军分区。
1945年10月22日，中央电示：冀热辽（含冀东）归东北局领导，派程子华到冀热辽指导一切；山东渤海刘其人师星夜兼程开古北口，歼灭由北平进攻承德敌军。
1945年10月27日，中共中央决定成立冀热辽分局，由程子华、肖克、黄火青、高自立、李运昌、赵毅敏、胡锡奎、欧阳钦、吴德组成，程子华任分局书记兼军区第一政委，肖克任司令员，懂俄语的赵毅敏任分局组织部长。始受晋察冀中央局领导，不久归东北局领导。1945年11月1日，热河省人民代表会议在承德举行， 选举李运昌为省主席，李子光、杨雨民为副主席。未及1个月，中共中央考虑到冀热辽区域的财政及干部均由晋察冀解放区解决，而东北局又集中组织内线作战，无暇兼顾，于1945年11月9日电令冀热辽分局仍归晋察冀中央局领导。冀热辽中央分局以程子华为书记，委员程子华、黄火青、肖克、罗瑞卿、李运昌、胡锡奎、赵毅敏、詹才芳、欧阳钦（时名杨清）、高自立、吴德、李楚离、云泽（即乌兰夫）。肖克为冀热辽军区司令员，李运昌为副司令员。程子华为第一政治委员，罗瑞卿为第二政治委员。张明远、赵尔陆也曾担任分局委员。冀热辽分局领导热河省委（11月10日热河分委改名为热河省委）和冀热辽区党委。为避免中央分局、区党委两级党组织名称的混淆，1945年12月9日，中央电令将冀热辽区党委改称冀东区党委。
1945年10月31日，李运昌致电中央军委告急：“前接军委电，令我回冀东组建野战军。因又接彭真电，令我留锦州主持交涉车辆，运输干部，整编部队，指挥作战，故一时未能抽身回冀东。现在美蒋军已在秦皇岛登陆万余，昨与我山海关一部冲突，有向东北前进之势。……刻已请詹才芳先着手组建野战军，配合山海关作战。此役关系重大，须全力打退、消灭顽军。”11月1日毛泽东给李运昌并告东北局书记彭真的电示：“……坚决歼灭北进之敌，不要回冀东。詹才芳编成之野战军及在山海关、锦州地区之一切军队及地方工作统归你指挥……（二）杨国夫师据詹电已到山海关，山东刘其人师前令其去古北口，现令其改开山海关、锦州（请要詹才芳速通知）。黄克诚三万五千现到冀中，十日可到玉田，请令詹才芳催其速进。”
1945年11月，晋察冀军区组建了“晋察冀第二野战军”。司令员萧克（兼），政治委员罗瑞卿（兼），参谋长彭寿生。1945年11月成立冀热辽军区下属的冀东军区，任命詹才芳为军区司令员，军区部队统称为“詹才芳纵队”，属晋察冀第二野战军序列，奉命率领冀东军区部队阻击国军挺进东北。
1945年11月13日，热河省各界人民代表大会选举产生热河省政府。中共热河省委、热河省政府、热河军区分别在中共晋察冀中央局冀热辽分局、晋察冀边区行政委员会（后设冀热辽办事处）、冀热辽军区领导下开展工作。
1945年11月27日，中共中央又发出了“热河极为重要，所去干部留热河工作”的电报指示，先后将张明远率领的延安去东北的1000多名干部，冀鲁豫八路军杨得志苏振华纵队、山东渤海区刘其人新编师等部队留在热河。
1945年12月15日，晋察冀第二野战军指挥机构与冀热辽军区合并为冀热辽军区，司令员肖克，政委程子华，副司令员李运昌、陈奇涵。各野战纵队由冀热辽军区指挥。
1946年1月上旬，为了在全国“停战令”前抢占承德，国军十余万人从东西南三路进攻承德，中共称为“承德保卫战”：
- 西线古北口方向。第十一战区孙连仲指挥第92军两个师和第16军一个师及三个保安团，沿平古路东进。1月9日至14日，第16军第22师攻击古北口外围阵地。守卫古北口的冀东军区第11旅第16、第53团顽强抗击。12日，赵尔陆热河纵队第1、第2旅星夜兼程先后赶到古北口投入战斗，打退了敌人的进攻。此役共歼灭国民党军1500多人，冀热辽部队近千人伤亡。
- 南线喜峰口方向，第94军第5师和第43师两个团及伪军一部，从唐山分两路于1月11日晨，向丰润、遵化、罗文峪、豆各庄方向进攻，冀东纵队第13旅两个团和遵化、丰润、滦西县支队顽强的阻击，阻敌于丰润县城、柴草坞、罗文口以南一线，经四昼夜歼敌700余人。
- 东线朝阳、平泉方向是承德保卫战的主攻方面，国军第13军和国军第52军195师于12月28日陷义县，30日陷阜新，国军第52军25师同日陷盘山、营口，解除了进攻热河的后顾之忧，然后聚集重兵，于1946年1月4日突然向热东进攻，使东线战场呈现出极为险恶的局面。冀热辽军区命令杨（德志）苏（振华）纵队和冀东军区第十二旅、第十四旅和第十三旅的十四团，日夜兼程向平泉前进，肖克、李运昌也到平泉会合指挥。1月12日夜，国民党军队进犯平泉以东三十家子。13日，又占平泉东40里之杨树岭。然后分三路向平泉进犯：
  - 第13军4师，沿锦承铁路向平泉进犯，在平泉东5公里处遭王兆湘旅顽强阻击，经10多小时激战，连续打退敌人6次冲锋，毙伤俘敌300余人，完成了阻击任务，受到指挥部表扬。
  - 第52军2师，从平泉南侧迂回奔袭小寺沟，妄图从西面包围平泉县城。肖克指挥冀东军区第十二旅前卫十七团及后续部队，在道虎沟川与敌展开激战，终将敌击溃。冀东第十四旅也在小寺沟东面和北面阻击了另一路敌军的前进。是役歼敌1100余人，俘敌30多人，阻敌不能向平泉前进。
  - 第52军195师，尾随二师、四师之后跟进。当王兆相旅在影碑山、冀东第十二、第十三旅在道虎沟川与敌激战之际，从影碑山与道虎沟川之间仅5公里的空隙，走山路，敌于13日下午4时侵占平泉车站及南山各制高点。但惧怕城中有埋伏，不敢进街。当时，平泉实为一座空城，当一九五师查明情况，向平泉街前进时，恰好杨苏纵队主力赶来，双方在平泉街展开激战。至13日24时停战令生效后，杨苏纵队主动撤出平泉街，平泉失守。

2月11日，国民党第九十四军主力第五师又以开入东北“接收”为名，不断违约北犯，竟不顾军调部中共方面谈判代表的一再警告，进攻至平泉之饽椤树川，遭到热河第三旅的猛烈阻击，团长王占一、政委周文乃遭敌炮击牺牲。与此同时，国民党第十三军五十四师于2月10日侵占平泉北部黄土梁子，造成多路进攻承德之势。军调部承德执行小组返承的第二天（2月21日）国军即兵分4路，以平泉为中心，用4个师的兵力展开对承德的进攻。冀热辽军民展开了英勇顽强的第二次保卫承德战斗。
- 第一路黄土梁子方向。自国民党第十三军五十四师占领黄土梁子后，就不断向我杨苏纵队发动进攻。2月11日，承德执行小组到黄土梁子调处，冲突暂时停止。2月21日，敌军突然向平泉二道河子发动进攻，经双方反复争夺，迫敌退回原防地。2月26日，敌军再次发动猛攻，在柳溪川、七家岱川推进20余里，杨苏纵队发动反击，夺回已失阵地。杨苏纵队两次反击作战，歼敌一部后，战场呈胶着状态。
- 第二路二道河子方向。2月21日，驻平泉之国民党第五十二军一九五师，沿承平公路向承德方向猛进，在西二道河子、红山嘴一带遭杨苏纵队顽强阻击。数日激战，敌曾深入到凤凰岭一带，双方多次展开拉锯战，后被我军击退。
- 第三路小寺沟方向。2月21日，驻平泉之国民党第十三军四师，向小寺沟方向发动攻击，冀热辽部队詹才芳部第十四旅进行节节抗击。2月27日至3月1日，敌四师为解五师之围，再次向小寺沟发动进攻，许多阵地经过反复争夺，终于击溃了敌人的疯狂进犯，巩固了小寺沟防御阵地，有力地配合了饽椤树川的战斗。此役共歼敌1500余人，受到中央军委通令嘉奖。第四路饽椤树方向。这是此次大战的主战场。国民党第九十四军五师经半个多月的不断进攻，侵入饽椤树川30华里，占领15个村庄。并妄图侵占党坝，然后与其它三路会攻承德。冀热辽军区决心围歼这股孤立之敌，并在党坝设前线指挥部，由詹才芳统一指挥。调热河第二旅、第三旅，冀东第十二旅，热辽第二十七旅于2月26日午夜前完成对敌五师的包围。27日总攻开始，迅速攻占马杖子、王杖子不足3里的地域内。“前指”继续发动总攻，准备全歼该敌时，承德执行小组驱车奔赴前线，命令停火，解了五师之围，致使该师残部暂逃被我全歼的命运。饽椤树战役共歼敌1300余人，俘百余人，缴获枪炮一部。虽然由于《党坝协定》的干扰，没能达到全歼敌五师的预期目的，但“饽椤树战役使热河军事形势发生变化的关键，即由过去的被动开始走上主动。”

饽椤树战役后，终止了国民党军队向承德的进攻，热河战场双方暂时处于对峙状态。这次战役历时50天，它不仅挽救了东线失利的被动局面，阻止了国民党10多万人的猖狂进攻，而且取得了古北口、喜峰口、影碑山、道虎沟、小寺沟、饽椤树6次战斗的重大胜利，共歼敌6800余人。
1946年3月5日，中共冀热辽分局开会讨论东蒙问题。3月7日向中央提出解决热河蒙民问题的8条办法，并要求云泽来昭乌达盟、卓索图盟解决和子章同热北部队的冲突问题。中共中央任命乌兰夫作为内蒙古自治运动联合会代表，与东蒙协商解决内蒙古民族自治问题。东蒙古自治政府同意双方派出代表商谈内蒙古的统一和自治的问题。内蒙古自治运动联合会派出以乌兰夫为首，刘春、克力更、包彦、乌力吉那仁等人参加的7人代表团。东蒙古自治政府派出以博彦满都为首，哈丰阿、特木尔巴根、包玉昆、白云航等人参加的7人代表团。1946年3月底两个代表团在承德共同协商解决内蒙古地区东、西部自治运动的统一和蒙古民族团结的问题。4月3日与会代表一致通过《内蒙古自治运动统一会议主要决定》，确定接受中国共产党的领导，撤销东蒙古自治。这就是在内蒙古历史上有着重要意义的四三会议。成立了以乌兰夫为常务主席的内蒙古自治运动领导小组。蒙古自治运动领导小组与冀热辽分局、热河省委及热北地委协商解决了热北专署与昭乌达省（原东蒙自治政府组建）的行政问题。1946年4月7日，热北地委与昭乌达省代表在林西谈判达成协议，昭乌达省接受共产党领导，同时解决了和子章与热北的关系问题。
1946年4月，在“和平民主新阶段”，晋察冀军区实施了精简整编复员工作。冀东纵队撤销，所辖部队归属冀东军区；黄永胜的热辽纵队撤销，机关与直属队编入冀热辽军区机关，黄永胜任冀热辽北线指挥所负责人并指挥独立第1旅在赤峰作战。冀晋(赵尔陆)纵队第2旅与冀中(黄寿发)纵队第1旅合并为独立第2旅，冀晋(赵尔陆)纵队第3旅改为独立第3旅。
1946年5月中旬，为配合四平街保卫战，冀热辽独立旅在赤峰东南郊围歼了国军13军54师162团二千余人，即古山战斗。
1946年6月13日，冀热辽中央分局将热河省一分为二，在赤峰成立热辽区党委、行署和军区，辖热中、热辽两个专区及由热北专区改建的昭乌达盟，由胡锡奎任书记兼政委，杨雨民任行署主任，黄永胜任司令员；热河省以承德市为中心，下辖热西、热南两个专区和承德市，由黄火青任书记兼政委。
1946年7月，独立第1旅改称独立第16旅转隶热辽军区，独立第2、第3旅改称独立第13、第14旅隶属热河军区。
由于热河主力部队西调参加保卫张家口，1946年8月26日在郑洞国指挥下的第十三军大举进攻热河并于8月29日顺利占领承德市。组建承德工委，负责城市斗争，指派热河省政府奔赴热南的兴隆县，组织领导热南山区游击战争，并为适应斗争需要组建热南地委、专署、军分区。热河省政府机关撤往热南兴隆；9月13日分局和省委、省军区进驻赤峰。10月4日国军第九十三军占领赤峰。10月8日中共冀察热辽中央分局、军区、热河省政府等党政军机关和学校、医院、工厂等单位全部撤离赤峰，迁往林西。1946年10月11日晋察冀部队撤出张家口。在这一个多月时间里，国军第十三军该占丰宁、隆化、围场、多伦、沽源；并从延庆县派出2个师北上占赤城；古北口方面的国军占领了滦平，又向丰宁的风山进发。张家口-热河战役遂告结束。在一九四六年十月根据情报，国民党十三军已占领了热河省会承德，下属的一个团部占领了。西面张家口已被傅作义的部队占领。部分骑兵向张北进发，
1946年9月30日，冀热辽分局向中共中央及晋察冀中央局提议，撤销热河省委、热辽区委，保留热河省委名义，对冀东用分局名义领导，对热河各地委用分局及省委名义领导；撤销热河、热辽两军区。10月4日，中共中央复电同意冀热辽分局的意见。此后，热河省委只保留名义，原热河境内的7个地(盟)委直接受冀热辽分局领导。这7个地(盟)委是：热西、热南、热东、热中、热辽地委、昭乌达盟委、乌丹警备区工委(第22地委)。1946年10月17日热辽行署合并于热河省政府，热河省政府自即日起在林西开始办公，领导全热河各级政府工作。10月23日，中央决定针对察哈尔省被分割为察北、察南，设立冀热察区党委，受冀热辽分局领导。至此，冀热辽分局下辖冀东区、冀热察区、热河省（实际由冀热辽分局、行署、军区兼）。军区司令员程子华、政委王国权在多伦作了紧急部署，派遣游击队返回敌占区坚持斗争。
1946年10月8日，中共冀热辽中央分局、冀热辽军区、热河省政府等领导机关战略转移来林西县。中共林西县委迁至一区（繁荣乡）兰家大院，县政府迁至（繁荣乡）范家大院。
1946年10月，冀察热辽剿匪工作委员会和司令部成立，张苏任司令员，王逸伦任工委书记兼政委，调动5个骑兵团和1个步兵团，并在各军分区和县支队配合下，进行大规模剿匪。主要包括：
- 第二次解放经棚，剿灭张桐轩匪帮。1945年11月5日，赤峰县支队骑兵连长张桐轩，杀害县支队长张英信、政委王好来，挟持2个连队叛变投敌。张匪曾数次杀死我区负责人，尤其是残忍杀害了经棚土城子区秦荣政委，气焰极其嚣张。1945年12月在国民党支持下势力日渐强大的张匪，竟然占领经棚，成立伪政府，公开与人民为敌。1946年1月4日，热北军分区卜云龙副司令员率1个步兵团，在县支队支援下，包围了经棚张匪。张桐轩匪抵挡不住，仓皇岀逃，经棚重新又回到人民手中。
- 平定红枪会暴乱。1946年，经棚红枪会会员发展至170人，他们在陈喜珠、曹志星、王才等指挥下聚众暴乱，先是攻打新井区公所，然后占领热水塘区公所，杀死我热北地委组织部长乔风山等6名工作团八路军，阻断林西与经棚间联络道道。6月3日，热北军分区政治部主任邱仁华、林西县支队长崔同喜率3个连300人平暴。凌晨8时，上了法的红枪会匪徒口念咒语，不顾一切往前冲锋。军分区战士们沉着应战，打死10多名亡命之徒，余者四散而逃，红枪会首王山、刘会明当场抓获，红枪会暴乱遂平息。
- 天山保卫战。1946年12月15日，天山保卫战展开。达里扎布和额勒登格率近2000叛匪分二路进攻天山，一路在东南正面主攻，一路在西南助攻策应。我冀察热辽步兵46团、骑兵32团、军区警卫团加强营、天大支队、35团一连严阵以待，在阿民布和、刘昌坐镇指挥下，打败了来犯之敌，歼敌1000多人，取得了天山保卫战的彻底胜利。
- 追歼白金辉叛匪。1946年9月5日，昭乌达盟军分区副司令员卜云尤率1个团1000余人在百岔地区追剿白金辉匪。10月，军分区骑兵3团和蒙骑4师36团、经棚县支队配合剿匪，打死敌人40多人，迫白金辉匪流窜赤峰。其后，热中22军分区骑兵2团、朱德骑兵师一部都参与了追剿白匪战斗。经棚三区区长潘书声等6人被白匪杀害后，我昭乌达军分区政治部刘昌主任，率1个团及经棚县支队包围白金辉、于秀成匪，迫敌南逃。白金辉、于秀成匪与国民党13军谍报队合并一处，匪众达1000多人，他们在赤西县柴胡栏子，制造了冀东代表团苏林燕等22名干部战士牺牲的骇人听闻柴胡栏子惨案。1949年1月，白匪追随国民党13军在北平接受和平改编，白担任解放军某团团副，不久病死。
- 围剿布里亚特匪帮。1946年6月，国民党反动派撕毁停战协议，大举进攻解放区，一时风云突变。这时，盘居在锡盟南及克什克腾达里湖西北部好特庙的布里亚特部额仁钦道尔吉本性暴露，接受国民党热察蒙边第一旅长委任，充当反共先锋。该部匪众360人，仅迫击炮就有7门，长短枪人手各一把，可谓兵强马壮。他们暴虐成性，杀害干部战士，劫掠粮草，骚扰百姓。1947年4月曾袭击我骑兵31团，在阿民布和指挥下，骑兵33团从林东强行军赶到克什克腾旗救援，此役一共歼敌70多人，击溃敌人。5月，骑兵天大支队、昭乌达军分区独立团、经棚县支队、蒙骑4师所属32团、34团、36团共2000多人，集结在克什克腾旗达王庙，以何能彬为司令员、邱仁华为政委追剿布匪。由于首战小胜丧失警惕，蒙骑4师及天大支队遭敌夜晚偷袭，遭受重大损失。剿匪指挥部马上调整战略，骑兵32团在达王庙阵地用82炮首先摧毁布匪重机枪，然后军分区独立团和天大支队协同包抄过来，抢占沙丘制高点，向敌发起猛攻。敌人不支，纷纷南逃。此役彻底击溃了布匪斗志。其后该匪流窜多伦，大部被我歼灭，匪首额仁钦道尔吉随德王逃亡至乌兰巴托。

为了打击傅系的嚣张气焰，稳定后方，鼓舞冀热察区军民斗争信心，1946年11月9日独立第5旅对驻赵川堡的傅系“王牌团”第三十五军第101师第303团，伏击、诱敌、打援，全歼团部及两个营、团属骑兵连和炮兵连等共800余人，第101师副师长王迂民和龙关县县长贾子健阵亡，第303团团长常效伟、副团长宋树楹和政治主任马风章被俘，缴获了迫击炮、战马、电台等一大批军用物资。1946年11月25日，察北分区骑兵第二团配合独五旅第十五团二营及机炮连、宝源县大队，发动了平定堡战斗，歼灭“察北收编司令”杨永兴（杨锡壶）部，除杨本人在多伦漏网外，其手下的十几个头目、及四百余兵均被歼灭，连同城内的骑兵二纵队，共被歼灭1000余人，缴获轻机枪10挺，步枪700余支，战马三百余匹，对坚持地方工作，扭转察北形势产生了极大的影响。独立第13旅在赤峰保卫战后在兴隆休整，奉命执行开辟热西根据地的任务，11月经黑峪关、新城子、古北口向东宁地区挺进，在虎什哈突破敌阻击，11月底进入赤城西南邓家栅子。12月7日，39团奉命由邓家栅子出发，连续行军50余里，8日晚抵达崇礼(西湾子)。1946年12月9日发动对崇礼突袭。守军为保安副司令兼骑兵师师长石玉山率领惯匪出身的骑兵1200余及当地300余名老土匪编为县保安大队。独13旅主攻，独5旅在崇礼以西阻击张家口援敌；察北分区骑兵3团在崇礼西部堵击追歼可能溃逃之敌；崇礼县大队及各区游击队和民兵于崇礼东北，防御张北、宝昌援敌。察北骑兵第一、二团四个连位于草场沟以西占领阵地负责阻击张北来援之敌；赤城、龙关县大队破击平绥铁路牵制敌人。38团主攻失利，为了很快结束战斗，独立13旅旅长黄鹄显决定改派39团主攻。崇礼战斗全歼守军。晋察冀军区贺电：“冀热察部队一月以来打几个歼灭战，对坚持敌后创造了范例。”1946年12月19日，国军第十三军第89师与第三十五军第101师对察东地区大扫荡。冀热察军区在军事上“暂以游击战为主，分出主力一部去开辟地区，在不放弃有利条件下的运动战中，集中兵力歼敌一部，拔掉可以拔掉的敌据点。”
1946年11月20日下午，中共冀热辽中央分局、冀热辽军区在国际和平医院礼堂（林西县大营子天主教堂）召开大会，追悼在爱国自卫战争中殉难的烈士。程子华、赵毅敏、黄永胜、杨雨民等党政领导出席大会，并向烈士致哀。
1947年2月2日20时，独立第13旅37团攻打高丽营。39团负责警戒打援，第一营位于高丽营以东闫家店占领阵地准备打击顺义出援之敌；团指挥所带第二营位于高丽营以西大东流村占领阵地，准备打击小汤山、沙河、昌平来援之敌；第三营在大东流村西北三华里准备配合第二营包剿来援之敌。守军为第一〇三军2个连、三个壮丁队(还乡团)300余人。至3日13时战斗结束。只有小汤山出援一个连试探被打退。歼敌206人，跑掉100余人，攻克了高丽营。随后，独立13旅对平古线统军庄至石匣段全面破击，攻打密云县东智镇，在怀柔县大石峪总结庆功会。
1947年3月30日，冀热察军区独立第5旅上调冀热辽军区。
1947年3月30日，根据中共中央决定，冀察热辽中央分局由晋察冀中央局划出归东北局领导。1947年4月1日，中共冀热辽中央分局改为中共冀察热辽分局，冀热辽军区改为冀察热辽军区。冀察热辽军区机关兼热河军区机关。冀察热辽分局辖热河省委（由分局兼）、冀东区党委、冀热察区党委和13个地委、1个盟委、82个县委和29个旗委，总人口1600万，土地8000万亩。冀察热辽分局委员程子华、黄火青、肖克、罗瑞卿、李运昌、胡锡奎、赵毅敏、詹才芳、欧阳钦（时名杨清）、高自立、吴德、李楚离、云泽（即乌兰夫）。黄克诚、刘道生在1948年4月起被增补为分局委员，其中黄克诚接替程子华任分局书记。还设立冀察热辽行政委员会。
1947年4月2日～5月14日，中共冀察热辽分局第一次党代会在林西召开，出席会议的有：分局直属机关代表团（马载、谷云亭、李乐光等23人）、军区代表团（陈奇涵、黄永胜等33人）、热河省政府代表团（李子光、杨雨民、罗成德等28人）、冀东代表团（苏林燕、李中权等13人）、冀热察代表团（刘道生、牛树才等17人）、热东代表团（王国权、韦祖珍等13人）、热中代表团（王孝慈、黄志勇等21人）、热辽代表团（陈文标、谢镗忠等28人）、热北代表团（权星垣、谢志群等25人）、22地委代表团（邱会作等15人），共计10个代表团218人，代表全区23万党员与1 600万人口(其中解放区280万)。大会主席团13人：程子华、黄火青、李运昌、杨清、高自立、赵毅衡、李中权、陈奇涵、黄永胜、段苏权、李子光、马载、苏林燕。会议历时42天。会上程子华作《关于目前形势与任务的报告》，李运昌作《关于军事问题的报告》，赵毅敏作《关于土地问题的报告》，高自立作《关于财经问题的报告》。会议通过了《关于一年来形势的检讨与今后工作方针任务的决议》。会议历时42天，于5月14日闭幕。 4月15日，冀察热辽正式由晋察冀调归东北大区。会议之后，遵照中央及东北局要求，冀察热辽野战军与地方党政军工作分开。野战军由分局书记、军区司令员程子华，参谋长黄志勇，政治部主任刘道生率领南下东进，随着三下江南、四保临江作战胜利，冀察热辽地区也转入解放战争全面反攻。此时，冀察热辽战场国军23个团分散在31座城镇和1000多公里的铁路线上，主力第十三军2个主力师前去支援东北，导致热河兵力空虚。解放区拥有兴隆、青龙、建昌、乌丹、新惠、经棚、林西、林东、大板、天山、鲁北等11座县城，主力部队发展到10多万人，解放区人口1000万。
1947年3月为牵制傅作义西调，配合陕北作战，独立第13旅奉命攻打平定堡。平定堡守军为傅作义部步、骑各一个营，共600余人。独13旅决心在内蒙骑兵旅的配合下，采取远距离奔袭全歼该敌，以39团主攻，由西南向东北发展进攻，歼灭天主教堂守敌；38团为二梯队，首先歼西围子排哨，然后占领西围子和平定堡东山。37团第一营为旅预备队，37团主力位于西南十五华里处警戒独石口方向，负责打援。3月11日独13旅从怀柔县大石峪出发，8天行军700余里，4月8日凌晨2时抵达城外定位置，3时开始攻城。18时攻下天主堂。20时战斗结束。共歼敌458名，漏网突围100余人，缴战马100余匹，步枪180支，轻机枪6挺，冲锋枪2支，掷弹筒2具，电台2部，电话单机8部，击落击伤敌机各1架。但39团伤亡大。
1947年5月1日，驻守凌源的东北保安第三支队司令韩梅村率部起义，拉开了反攻作战的序幕。1947年5月攻占了围场县，恢复了热西分区。6月6日收复赤峰。1947年6月17日冀察热辽中央分局、热河省党政军机关从林西迁回赤峰。1947年东北夏季攻势，冀察热辽部队转战热西、热中、热东地区，重创敌有生力量，收复了赤峰、围场、丰宁、宁城、建平、凌源等六县市，控制了锦承铁路中段400余里，使热中、热东、热西解放区连成一片。
1947年5月16日参加冀察热辽分局第一次党代会的冀东代表团从林西出发启程返回，发生了著名的“柴胡栏子事件”。冀东区党代表团13人：代表团主任苏林燕（区委常委、组织部长），副主任李中权（区委常委、冀东军区政治部主任），成员有王克如（冀东行署财政厅长）、朱乔生（冀东军区政治部秘书科长）、陈东（十二地委民运部长）、胡里光（十二军分区政治部副主任）、田润芝（十三专署副专员）、张树先（十三地委宣传部长）、李守善（十四地委民运部长）、艾平（十四军分区政治部副主任）、王平民（十五军分区副政委）、冀光（十五地委宣传部长）、张兆仁(十七专署专员)，警卫班9人，通讯员和随行工作人员等，共72人。另外，冀东军区派出一支30余人的步兵警卫排，护送代表团赴林西。朱乔生带警卫排大部押运冀热辽军区拨给的弹药提前返回冀东，该排只留下1名副排长和5名战士。5月18日下午，代表团到达乌丹，22分区参谋长夏新明向分区骑兵三团政治处副主任穆根力交待了护送任务。5月19日，代表团从乌丹出发，走了几十里后住下。5月20日，在桥头指挥对赤峰警戒的二十二分区司令员吴烈安排代表团行进路线，并命令由指导员王庆虎带骑兵三团五连直接护送，穆根力负责护送总任务。黄昏时刻，到达赤西县境内的柴胡栏子村。
东北夏季攻势后，1947年8月冀察热辽独立第13、第16、第18旅组建东野八纵，司令员黄永胜（后为段苏权），政委刘道生/邱会作，副政治委员兼政治部主任邱会作，副政治委员王逸群，参谋长黄鹄显。同时冀东军区的独立第10、第11、第9旅组建东野九纵，司令员詹才芳，政委李中权。冀察热辽军区陆续组建了独立第一、二、三、六、八师和骑兵第一师，蒙汉联军第四师，总兵力达20多万人，与之作战的国民党军为第十三、第四十九、第九十三军及地方保安部队十余万人。
东北秋季攻势中，冀察热辽部队在热河东部50天六战六捷，除锦州、绥中等孤立地点外全部获得解放。
1947年11月，冀察热辽分局决定辖境内的昭乌达盟、卓索图盟的各旗政权和县政权组成联合旗县政府，结束旗县分治。 
1948年1月，国民党成立冀热辽边区司令部，范汉杰任司令官兼热河省主席（民政厅厅长于国祯代主席），总兵力增加到十五万人。
1948年2月，以冀热察军区机关为主、热辽军分区机关为辅成立东野十一纵机关。贺晋年任司令员，陈仁麒任政治委员，周仁杰任副司令员，杨春辅任政治部主任。冀察热辽军区独立第1、第2、第3师改编为十一纵的第31、第32、第33师。冀察热辽分局还组织了50个二线兵团。此时，野战部队与县支队己达30多万人。而在热河战场的中央军第十三、四十九、九十三军及杂碑部队不足10万人，且士气低落，战斗力大打折扣。被迫收缩在以承德市区为中心的由平泉、承德、隆化、滦平通往北平的公路沿线上，处于解放区包围之中。
1948年5月8日，冀察热辽军区政治部发出《关于热河战役政治工作的指示》，指出解放军必胜的条件已经成熟。1948年5月11日，冀察热辽军区司令员程子华率冀察热辽军区前指和第十一纵队，从朝阳地区出发，直指承德，首先打败自平泉逃向承德的第十三军第4师及所属第10、11两个团，收复三沟和六沟等据点，全面控制承德公路16处。1948年5月13日，第十一纵队第31师指挥第93团向承德以北六十里的象鼻子山发起进攻，打响解放承德外围第一战，歼灭第十三军第4师的1个工兵营。1948年5月24日，进攻隆化县城战斗打响，至5月26日凌晨3时，历经21小时战斗，守军除团长汤池带残部逃走，共计1600余人被歼，隆化解放。
龙华解放后，驻守承德的第十三军立即收缩外围守军：
- 5月26日平泉守军第十三军第89师第267团两个营弃城西逃，被地方部队在承德县的上板城、下板城之间截击，死伤406名。平泉县城及承德县的上板城、下板城两镇解放。
- 5月27日新滦平（即鞍匠屯）的第十三军第89师第266团一部弃城东逃，在张百湾、三间房之间被地方部队截击死伤529名，新滦平解放。
- 5月28日下午16时解放军向丰宁(东)县城凤山发起进攻，守军为第十三军暂编第一师、县保安队和地主武装等3000余人。当晚21时攻克凤山，突围残部在东北川、元宝山一带被冀察热辽骑兵师截击歼其一部，残敌在隆化县太平庄的老千顶被解放军包围歼其大部，暂编第1师师长孟德轲和3名团长被俘，参谋长阵亡，警察局长杨志鹏、地主武装头子杨连斗和葛占鳌被俘。
- 5月29日解放军收复距承德市区仅10多公里的双塔山、三岔口，逼近承德。
- 5月29日丰宁守军热河保安纵队2000多人也弃城南逃，在丰宁、怀柔之间被冀热察部队全歼。
- 冀东部队击毙平泉惯匪张其昌，歼682人，收复青龙。

至此，解放军共解放6座县城，歼敌7000多人，承德市区外围据点都已扫清。 
1948年9月辽沈战役打响后，华北第三兵团发动察绥战役；冀察热辽军区独立第7师在华北第二兵团指挥下，9月28日奔袭强攻赵川堡，独立27团（分区独立二团，原平北独立团）及赤城县支队进至双印堡（双印子村）一线，阻击来自宣化方向援军。歼灭守军及赤城、龙关二县流亡党政警共计1000余人，俘虏察东保安副司令于鸿儒和赤城县长杨炳彩，赤城、龙关两县全境解放。
辽沈战役结束后，国民党热河省省长孙渡、承德县县长陶士君和第十三军离承德赴北平。11月12日15时至13日拂晓，解放军先头部队、承德公保大队（南山部队）和承德工委干部陆续进入承德市区。11月15日，滦平解放。至此热河全境解放。11月16日，中共中央致电程子华、黄克诚及冀察热辽人民解放军：祝贺收复承德，解放热河省全境的大胜利。11月19日、21日，承德市政府和中共承德市委在冀察热辽中央分局批准下相继成立。1948年11月20日，中央批准撤销冀察热辽分局、东北行政委员会冀察热辽办事处、冀察热辽军区，另组建热河、辽西两省党、政、军组织，直属东北局管辖；原冀察热辽行政区所属之热河地区，归热河省建制，冀东及冀察辽热两区所辖察哈尔、河北部分即划归华北人民政府。12月13日，冀察热辽分局、东北行政委员会冀察热辽办事处、冀察热辽军区正式撤销。1948年12月，以第20军分区机关组成热河军区机关，李运昌任司令员兼政委。1948年12月25日，以第18军分区为基础，成立锦州军区。
1949年1月15日，冀热察与北岳两区合并为察哈尔省，相应的区党委、行署、军区合并为省委、省政府、察哈尔军区，驻张家口。杨耕田、牛树才为正副书记，张苏、李济寰为省政府政府主席，司令员王平，政委杨耕田（兼），副司令员詹大南、肖思明，副政委牛树才（兼）、苏启胜。原冀热察行政区的热河部分县份划归热河省，平古路以东划给冀东，其余归属察哈尔省。察哈尔省辖雁北（北岳第一）、平西（北岳第三，进驻良乡）、建屏（北岳第四）、易水（北岳第五）、察南（北岳第六）、察北、冀察（察东，迁驻南口，1949年4月19日撤销并入通县、察南两专区）等7个专区与张家口、宣化、大同等3个省辖市共54个县12 400个行政村，人口7 531 000。
1949年2月，东北军区决定，以热河军区所属地方武装为基础，组建步兵第168师，归热河军区建制。钟辉琨任师长，邱仁华任政委。1950年1月，热河军区撤销，以热河军区机关和部分干部为基础，组建炮兵第4师；以热河军区直属机关留下的部分干部为基础，组成热河省军事部，直属东北军区和热河省委领导。

## 冀察热辽分局组织结构
- 分局书记：程子华（1946年10月至1948年4月）、黄克诚（从东北民主联军副司令员兼后勤司令员岗位上，于1948年4月12日调任。兼冀察热辽军区政治委员，同时兼任东北野战军第2兵团政治委员，在后方负责战勤支前工作）
- 分局委员：程子华、黄火青、肖克、罗瑞卿、李运昌、胡锡奎、赵毅敏、詹才芳、欧阳钦（时名杨清）、高自立、吴德、李楚离、云泽（即乌兰夫）。黄克诚、刘道生在1948年4月起被增补为分局委员。
- 分局副书记：黄火青
- 秘书长：欧阳钦（杨青）、马洪
- 组织部长赵毅敏
- 宣传部长
- 联络部部长：欧阳钦（兼）
- 财经委员会主任：高自立（兼）
- 社会部部长 副部长王范
- 承德工委： 1946年8月国民党军队攻占承德市后，冀热辽区及热河省党、政、军机关撤出承德市。与此同时，承德市党、政、军机构撤销，另组建党政合一的中共承德工作委员会。承德工委始由热西地委代管，1947年4月，改由中共冀东区委代管。1948年4月，又改由中共热中地委代管。同年11月，承德工委撤销。
- 热东(18)地委：1945年10月9日建立了中共热东工委，周治国任工委书记。1946年11月，中共热河省委组建了中共热东地委、专署和军分区。由段德彰任书记，徐以新、周治国任副书记。当时仅辖朝阳、凌源、建昌3个县，人口120万。中共热河省委于1946年4月对热东领导班子进行调整，王国权任地委书记兼政委，段德彰任副书记。撤销中共辽西地委的所属部分县划归热东地委领导。热东管辖朝阳、建昌、凌源、建东、凌建（1946年10月在凌源、建昌、建平三县交界设立）、绥中、兴城、锦西、锦义、喀左等10个县（旗）。热东党政机关主要活动在建昌县要路沟一带。1947年7月1日设立叶柏寿县，不久分局决定，凌建县并入叶柏寿县以解决干部不足问题。
- 热中(19)地委：1945年9月中共热中地委、热河省第一督察专员公署、热中军分区在赤峰成立。受热河省委、省政府、热河军区领导。地委书记黄文/黄志勇/王孝慈/强晓初，专员杨雨民(兼)/王新华/强晓初，副书记宋诚，副专员李望淮，分区司令员赵复兴、副司令员何廷一。新开辟建平县，吉政兴为县委副书记，刘佐斌任县长，配备了二十多名老根据地蓟（蓟县）遵（化）兴（隆）联合县的干部。1946年6月，改受新成立的热辽区党委领导。1946年9月赤峰失守，地委在宁城八里罕、喀喇沁旗小牛群镇、公爷府镇等游击区。1946年10月改由冀热辽分局直接领导。
- 热北(20)地委：驻林西。1945年9月热北行政专员公署（第五专员公署）在林西成立。1945年11月7日中共热北地委、热北军分区（20军分区）在林西建立。地委书记兼政委王逸伦，副书记权星垣\李望淮，组织部长肖佐汉，宣传部长张焕然/王纪明，秘书长石汝麟，民运部长赵承瑞，专员张盘新。辖林西县、经棚县、克什克腾旗6个旗县，大约13万平方公里，人口50万左右。民族问题突出，政治环境复杂，能开展工作的地方，只有林西县和经棚县（后改克什克腾旗），是中国共产党领导北五旗县及开鲁和扎鲁特革命工作的中心，是连接华北和东北战略要地。10月下旬，延安干部陆棣任经棚县长，陈耳东任县委书记，经棚县政府和克什克腾旗政府分治，义理通阿任旗长。1946年3月17日，东蒙自治政府宣布昭乌达省政府在林东成立，萨嘎拉扎布为省长，那苏图为秘书长，和子章为东蒙自治军骑兵4师师长。承德四三会议后。1946年4月15日，内蒙古昭乌达省、和子章与热北地委达成《林西协议》，设立热北专署林东办事处。根根四三会议精神，内蒙古自治运动联合会昭乌达盟分会与卓索图盟分会则由联合会云泽主席直接领导。云泽主席派内蒙古自治运动联合会执委会常委乌力吉那仁负责昭乌达盟筹建工作，冀热辽中央分局派热河省公安厅徐子干协助开展工作。1946年5月1日，自治运动联合昭乌达盟分会在林东成立，委员包括：乌力吉那仁、徐子干、那苏图、义达嗄苏荣、萨嗄拉扎布、和子章、却吉敖斯尔、阿民布和、斯布吉德。至6月份，巴林右翼旗、巴林左翼旗、阿鲁科尔沁旗、克什克腾旗、扎鲁特旗支会都已建立。扎拉嗄呼为巴林左翼旗主任，额尔和巴图为巴林右翼旗主任，包英昌为克什克腾旗主任，道不钦巴拉珠尔为阿鲁科尔沁旗主任，赛音巴雅尔为扎鲁特旗主任。两级联合会建立后，充分发挥了半政权半军事和统一战线组织性质作用，在昭乌达盟政权建设，队伍改造，蒙汉团结，剿匪与支前等发挥了重要作用。5月1日，内蒙古自治运动联合会昭乌达盟分会在林东成立，乌力吉那仁任主任，那苏图任副主任。1946年5月18日，中共热北地委、专署、军分区机关从林西迁入林东。1946年6月5日，根据党中央要求和四三会议精神，热北专署与筹建的昭乌达省同时撤销，成立昭乌达盟临时行政委员会，萨嘎拉扎布为主席，吴广文任副主席（兼党组书记），委员12人，蒙汉各半。昭乌达盟实行蒙汉分治。各旗政府设“汉民科”管理汉民，辖林西县、经棚县、开鲁县、林东行政委员会、克什克腾旗、巴林右翼旗、巴林左翼旗、阿鲁科尔沁旗、扎鲁特旗。热东地委兼中共昭乌达盟委，对外叫昭乌达盟民运部，王逸伦兼任盟委书记，权星垣任副书记。热北20军分区易名为昭乌达盟军分区。1946年6月3日，受昭乌达盟委（热北地委）委派，昭乌达盟委公安科长惠北海率宋玉刚（岗）、邢北群、陈光等20多人组成的工作队，代表党和八路军，第一次进驻查布杆庙；6月10日，中共阿鲁科尔沁旗委秘密成立，惠北海任书记，宋玉刚任组织部长，邢北群任宣传部长；同时惠北海还兼任阿鲁科尔沁旗政府汉民自治科长，率先从农区半农半牧区开展工作，与旗政府协商迁旗政府至查布杆庙街，旗政府正式接受中国共产党领导。阿旗旗委还率先建立查不杆庙区委、乌兰哈达区委、天山口区委。各旗委书记一般公开身份担任汉民科长，如巴林右旗科长为雷代夫，阿鲁科尔沁旗科长为惠北海，扎鲁特旗科长为秦纯一。至1946年6月底，林东临时县委、林东行政委员会、阿旗旗委、旗政府（改组后）、汉民自治科相继成立，标志着昭乌达盟盟旗（县）两级政权组织机构相继建立。1946年9月，昭乌达盟委、军分区先后两次对蒙骑四师整顿，大量工作都是通过自治运动联合分会完成的。如青年科长斯布吉德、组织科长义达嘎苏荣、宣传科长却吉敖斯尔及道布钦巴拉珠尔，都是各骑兵团团长或政委，最终使这支蒙汉武装真正成为一支党领导下的部队。由革命老区派来的大队以上干部是：冀东6人，如张焕然、卜汝英等；冀中38人，如王建民、王旭等；冀西13人，如乔国士、杜贵德等；山西6人，如石汝麟、白云飞等；延安31人，如苏雷、陆棣、李望淮、惠北海、李唐基、邢北群、张盘新、宋玉冈、乔凤山等；从部队来14人，如师军、卜云龙、喻楚杰、邱仁华、钟辉、刘昌、廖殿明、崔同喜、张绍卿、李天增、张华廷等；从赤峰来的3人，如王逸伦等。東蒙古自治政府派来10人，如萨嗄拉扎布、蒙和舞乐极、义达嗄苏荣、业喜扎拉僧、阿昆布和、道布钦巴拉珠尔等人。内蒙古自治联合会派来乌力吉那仁、徐子干2人。地方人士，如和子章、那苏图、苏达那木道布、哈斯道尔吉、义礼通阿等。政权建设虽处于半隐秘半公开状态，但发展很快。到1946年底，经棚县己建立党委10个，党支部36个；克什克腾旗建立党支部80个；林西建党支部106个；巴林左翼旗建立党支部136个；巴林右翼旗建立党支部58个；阿鲁科尔沁旗建立党支部85个。1947年6月，冀察热辽中央分局、热河省委从林西迁至赤峰，中共昭乌达盟委也进入了公开发展阶段。1947年5月1日，内蒙古自治区人民政府在乌兰浩特成立，5月4日昭乌达临时行政委员会改为昭乌达盟政府，义达嗄苏荣成为昭盟首任盟长，副盟长为吴广文。1947年11月冀察热辽中央分局提岀＂取消蒙汉分治，撤销内蒙古自治运动联合会及所属昭乌达、卓索图盟分会”。据此，林东行政委员会与巴林左翼旗政府合并，称巴林左翼旗政府；经棚县同克什克腾旗政府合并，称克什克腾旗政府；所有汉民科撤销，改为中共党的工作部门。1948年7月，昭乌达盟以查阶级、查思想、查作风和整顿组织、整顿思想、整顿作风为内容的建党整党运动。这项运动前后一年时间，共清除不合格党员224名，占总数14％左右。1948年底，昭乌达盟已有基层支部515个，党员6124名。1949年5月1日，昭乌达盟及各旗县政府一律改成人民政府。5月5日昭乌达盟改变由内蒙古自治区政府和热河省政府双重管理现状，热河省重划行政区域，将西拉沐伦河以北的林西县和巴林左翼旗、巴林右翼旗、阿鲁科尔沁旗、克什克腾旗4旗划归内蒙古自治区管辖，中共昭乌达地委亦改称中共昭乌达盟委。到1949年9月中共昭乌达地委改称中共昭乌达盟委员会，中共昭乌达盟地委历任书记为王逸伦、权星垣、石汝麟（代），副书记为李望淮、权星垣、孙文采、石汝麟。秘书长为石汝麟、孙耳东、王学仁。组织部长为肖佐汉、恵北海、刘宝华、石汝麟。宣传部长为王纪明、石汝麟、李子富。民运部长为赵承瑞。社会部长孙文采、徐子干。昭乌达盟盟长为义达嗄苏荣、陈耳东，副盟长吴广文、鲧嗄丹儒布。1955年12月热河省撒销建制，西拉沐伦河以南的翁牛特旗、敖汉旗、喀喇沁旗3旗和赤峰县、宁城县2县划归内蒙古昭乌达盟管理。1956年1月，昭乌达盟党政机关由林东迁往赤峰县。
- 热辽(21)地委：1946年2月，根据中共热河省委决定，在敖汉旗小河沿（小哈拉道口）成立了中共热辽地委(二十一地委)、专署和军分区。陈文彪任书记兼政委/马载（1947.7-），李东冶任地委副书记。司令员欧阳家详。地委城市工作委员会书记（城工部长）魏奇。当时辖锦义、北阜新、北票3县。1946年9月，又陆续增加了建平、新惠、新东、朝北等县和敖汉旗、吐默特中旗。地委机关设在贝子府，辖区两万多平方公里，总人口125.5万人。机关报《翻身报》。1946年7月10月在敖汉旗敖吉榆树林子村成立热辽地委党校，地委宣传部副部长魏奇兼任校长，原辽西军政干校副校长潘纯任副校长，周敬尧任政治部主任，一年内培训了区、乡级干部与积极分子7期共300人，每期50天左右。1946年7月20日热辽行政公署成立，热河省政府副主席杨雨民兼任主任，热辽地委秘书长王逸伦，1946年10月17日并入热河省。由于实行蒙汉合治，热河省将热辽地委所属5县均改为县旗联合政府。即：新惠县、敖汉旗联合政府，建平县、喀左旗联合政府，朝阳县、吐右旗联合政府，北票县、吐中旗联合政府，北阜义县、土左旗联合政府（新东县已撤销）。1947年11月29日地委迁入北票县台吉营子。1948年12月热辽地委撤销，地委党校迁承德市并入热河省委党校。
- 乌丹(22)地委、专署、军分区：1946年12月12日在乌丹成立，书记兼政委邱会作/宋诚（1947.8-），副书记宋诚（兼城工部长）、危拱之(兼组织部长)，宣传部部长王纪明，民运部部长田志周。分区司令员吴烈，政委邱会作，副司会员何廷一，参谋长夏新明，政治部主任吴彪，副主住刘克。专员刘锡三/刘正文（47.春-），副专员段钟南、张立文。二十二专署隶属于热河省政府管辖。辖乌丹、赤峰（赤东）、赤西、围北四县和翁敖联合旗，总面积1.8万平方公里（指解放区），总人口50多万，其中解放区人口36万。1947年11月10日撤销乌丹警备区，属地并入热中十九专区。
- 锡察巴乌工作委员会：包括锡林浩特盟、察哈尔盟、巴彦淖尔盟、乌兰察布盟。1947年2月在贝子庙成立。奎璧任书记。 实际上一直主要由中共晋察冀中央局领导。
- 昭乌达盟地委：1946年《四三协议》后，东蒙古各盟开始接受中共领导。1946年5月，中共热北地委迁到林东，兼昭乌达盟地委，书记王逸伦/权星垣。辖巴林右翼旗委、巴林左翼旗委、阿鲁科尔沁旗委、扎鲁特旗委、开鲁县委、林东县委等。
- 冀东区委：机关设在迁西县境内诸庄村。区委书记李运昌/詹才芳/吴德、副书记李楚离，组织部长苏林燕，社会部长李一夫。冀东行署主任张明远
  - 十五地委：副书记王平民 宣传部长冀光
  - 热南（17）地委：1946年8月建，驻地宽城。辖青龙县、宽城县、兴隆县。
- 热河省委、热河省政府：1945年9月中旬，热河行政公署在承德成立，李子光、杨雨民任正副主任，做接收热河省政权工作。9月20日，晋察冀中央局决定，成立冀热辽区党委热河分委和热河军区，由胡锡奎兼分委书记和军区政委，段苏权为分委委员、军区司令员，李子光、王国权为分委委员、副书记。辖热中、热东、热北、热西、热南5个地委、专署、军分区和承德市委、市政府，市委书记由王国权兼任，市长郑旭，副市长史立德。1945年10月14日，热河省政府在承德宣告成立，李子光为主席，杨雨民为副主席。王焕如任热河省政府财政厅厅长。远近民任热河省财政厅供给处处长。热河成为共产党、八路军完全控制的省份。1945年10月22日苏军开始撤出承德。1945年11月1日，热河省人民代表会议在承德举行， 选举李运昌为省主席，李子光为第一副主席、杨雨民为副主席。1945年11月10日，热河分委改为热河省委，书记胡锡奎，副书记谭余保，热河省军区司令员段苏权。1946年10月4日，中央批准撤销热河省委，由冀热辽分局直接领导各地委、盟委。
- 冀热察区委：1946年10月11日张家口失守后，晋察冀所辖的冀察区被分割为南北两部分。1946年11月把平绥路北的察北、察东、平北分区与原来热河省的热西分区组建为冀热察区委、冀热察行署、冀热察军区。区委书记兼军区政委刘道生，司令员段苏权，副书记牛树才，宣传部长孙敬文，城工部长王子玉。行署主任杨春甫，行署副主任张孟旭，民政厅长权哲民，尚子锦、赵鹏飞为实业厅正、副厅长，财政厅长贾廷三。驻地怀柔县沙峪村。《冀热察导报》社长钱丹辉兼新华社冀热察分社。
  - 平北地委
  - 察北地委：地委委员和愚（兼工会主席）。副专员苏景一（兼秘书长）。
  - 察东地委
  - 热西地委
- 分局、行政办事处直属单位：
  - 冀察热辽联合大学：热河省鲁迅文学艺术学院1947年3月在林西开学，校长赵毅敏，教育长安波。1947年8月与热河建国学院合并，称"冀察热辽联合大学"，下设鲁迅文学艺术部。 大学教育长兼行政学院院长徐懋庸

## 冀察热辽军区组织结构
冀察热辽军区：
- 司令员：肖克 程子华
- 政委：程子华 罗瑞卿 黄克诚
- 副司令员：李运昌、陈奇涵 黄永胜
- 副政委：黄火青
- 参谋长：黄志勇
- 政治部主任：黄火青（兼）
- 副参谋长：
- 政治部副主任：
  - 宣传部长：刘克
    - 冀东第十四军分区（一说第十三军分区）宣传队，1945年抗日战争胜利后随军进入热河省承德市，改编为热河军区胜利剧社，社长韩大伟。为了充实胜利剧社，冀热辽中央分局宣传部长赵毅敏请求延安过路干部中的一些文化或文艺界名人留了下来，著名的有延安鲁艺的干部安波、骆文、林农、达尼、莎莱、吕西凡、海默及从晋察冀军区来的李劫夫等十多人。1945年12月，胜利剧社再次改组，安波任社长，骆文、李劫夫为副社长，乔振民为协理员，韩大伟为副协理员，孙式礼为秘书，下设戏剧部、音乐部、创作部、演出部、总务科等，全社共有五十余人。1946年下半年，胜利剧社分为两队随军。由吕西凡率领的二队经由隆化、围场等地于1946年11月份到达军区驻地林西，与从承德撤出来的一个学生文工团合并，建立了冀热辽军区文工二团。1947年3月份，由安波率领的胜利剧社一队也突破了敌人的封锁线，到达林西，成为冀热辽军区文工一团。不久，这两个分团合并，统称为冀热辽军区文工团，团长安波，政委乔振民，副团长骆文，全团共有七十余人，设在葛祖培大院（后实验小学东院），与林西县北街第一完全小学（后林西县实验小学）相邻。从承德向林西转移途中，安波、程云、莎莱、海默等人根据当时的形势，集体创作了大型歌剧《兵》。到达林西后，《兵》在戏园子（后来的汽车站）首次公演，驻当地的很多党政军负责人都前去观看并给予了很高评价。1947年，吕西凡在担任冀热辽文工团副团长时编导大型话剧《苦尽甜来》，在解放区产生很大影响，被冀热辽军区立功委员会授予甲等功一次。1947年6月6日，收复赤峰，冀察热辽军区文工团随军进驻赤峰。1947年7月，经安波提议，冀察热辽中央分局宣传部批准，冀察热辽文工团改为鲁迅文艺学院，以培养大批文艺工作者，由赵毅敏兼任院长，安波任秘书长，骆文任教务长兼文学系主任。后来该学院又与行政学院、自治学院合并为冀察热辽联合大学，“鲁艺”成为“联大”的一个分院。锦州解放后“鲁艺”随军进入锦州，根据东北局的指示，分成八个文工团，其中一个团由安波率领到达沈阳，建立文联文工团，即后来的辽宁人艺；一个团由骆文、程云率领南下天津，后到武汉，即后来的武汉歌舞剧院；一个团由严肃率领，建热东文工团；一个团为承德文工团；一个团为东北野战军第八纵队文工团，即后来的战友文工团；一个团为东北野战军第十一纵队文工团；一个团留在锦州，一个团为东北野战军某纵队文工团。。

  - 民运部长王逸群
- 后勤部长：
- 后勤部政委：罗成德/谢滋群
- 直属单位：
  - 热河军区警卫团团长周凤林，政委任思忠
  - 独立第一旅：1946年4月黄永胜的热辽纵队撤销，在赤峰的大部整编为冀热辽军区直属独立旅。以30旅旅部为独立旅旅部。旅长张德发，政委谢镗忠，副旅长幸世修，参谋长张乃斌，政治部主任曹德连。1946年5月中旬的古山战斗后，该旅于1946年7月20日改称独立第16旅并转隶热辽军区。
    - 第70团：以27旅70团（欠第2营）为基础，将黄永胜纵队特务团一部编入。团长吴瑞山、政委王星、副团长霍成忠、参谋长魏槐之。
    - 第66团：以30旅66团为基础，补入68团。团长江礼洪、政委任荣、副团长张俊岚、参谋长韩风。
    - 第65团：以22旅65团（前身八路军总部特务团）为基础，补入69团一部，组成独立1旅65团，团长邹昌茂、政委谢家祥、副团长董占林、参谋长王向春/韩风、政治部主任兰亦农。

  - 独立第13旅：原由赵尔陆冀晋纵队第2旅和黄寿发冀中纵队第1旅合编，第4团（冀东13团）、第5团（冀热辽西路十四军分区北进一支队）、第6团（冀中第71团）。独立第2旅改编为独立第13旅。1946年8月承德撤退后，1946年9月热河第13、第14旅合编为独13旅。旅长黄鹄显，政治委员陈仁麒，参谋长杨力，以独13旅第37团第1、第2营、第38团和第14旅第42团合编组成第37团；独14旅第40团、第41团合并为第38团；独13旅第37团第3营和第39团合编组成第39团。1946年10月4日热河军区撤销后，该旅由冀热辽军区直辖。后编入东北8纵队为22师，师长吴烈，政委陈仁麒，副政委刘汉、鲍启祥，参谋长李荣顺，主任鲍启祥(兼)，钟池(后)，副主任肖泽西。后改称45军133师。
    - 第6团：1945年8月13日在原赵县抗日县政府所在地大东平村组建冀中六分去第71团。团长白云峰，政委肖泽西，参谋长丁龙潜，政治处主任赵占奎。第一营为三十一地区队第一、二大队改编；第二营为四十四地区队第三、四（赵县贤门楼伪九中队起义部队）、六大队（赵县工人大队）改编；第三营的第七连为赵县支队第一、二中队合编而成；第八连为赵县支队第三、四中队合编而成；第九连为束冀县大队合编而成。赵县支队部改为第三营营部。七十一团直属警卫连由四十四地区队警卫排和赵县战斗力最强、人数最多的三个区小队合编而成。七十一团直属侦察通讯连由三十一、四十四地区队的侦察排、通信排合编。至9月7日连克攻下束鹿、藁城、赵县3座县城。深县、辛集、晋县、宁晋、无极之敌望风而逃，从而解放了除栾城县城以外的全部冀中六分区地区。在安国休整，补入冀中新兵团另一个新兵营1800人，全团实力达3011人。奉命每连仅保留一挺机枪，每班一条步枪，每人6枚手榴弹，北上进至古北口，到达承德后从热河军区修械所得到300余支步枪，仅装备了第一、二、三、四连。11月改编为冀中黄寿发纵队第1旅第1团。1947年8月1日改编为八纵22旅66团，团长白斌、政委焦红光、参谋长蔚章、主任陈蕴德、副参谋长王长久，副主任林万福。1948年11月27日在闾阳驿改编为133师399团，团长白斌、政委刘彬、副团长钱仁甫、参谋长郭福田、主任陈蕴德、副参谋长唐元享。

  - 独立第16旅：冀热辽军区独立旅于1946年7月20日改隶属热辽军区并改称独立第16旅。原第70、第66、第65团依次改称第46、第47、第48团。部队装备大为改善。黄志勇接任政委。旅长张德发，副旅长幸世修，参谋长张乃斌，政治部主任曹德连。1946年8月底扩编出独立第17旅。1946年10月4日热辽军区撤销后该旅由冀热辽军区直辖。1947年8月1日升级为东野八纵23师。1948年11月改编为解放军第134师。
    - 第46团：前身为“红一团”、陕甘宁晋绥联防军教导第2旅第1团。1945年11月21日随教2旅赴东北途中编入晋察冀军区第二野战军热辽纵队为第27旅第70团，1946年4月调入热辽纵队第30旅仍为第70团，1946年5月随所在旅改编为冀热辽军区独立第1旅第70团，8月改称冀热辽军区独立第16旅第46团。1946年8月底该团调入新组建的独立17旅为第49团。原黄永胜纵队22旅67团沿革的冀察热辽军区警卫团于1946年10月底改称新的46团。后沿革为八纵23师67团、四野45军134师400团。随46军抗美援朝。1953年作为架子团改编为55军炮兵团。
    - 第47团：（警备第一团），前身为红九军团。抗战初期改编为八路军一二零师359旅718团，后改编为陕甘宁留守兵团警备第8团。1943年1月改编为警备第1旅第1团。解放战争时期沿革为冀热辽第30旅66团、热辽军区独16旅47团、东北民主联军八纵23师68团、第45军134师401团。
    - 第48团：前身为1945年7月八路军总部特务团即朱德警卫团的5个连编成南下支队独立第三游击支队第二团。热辽纵队第22旅第65团、冀察热辽军区独立旅65团、独立48旅48团。东北野战军第8纵队第23师第69团、第四野战军第45军第134师第402团。

  - 独立第17旅（冀察热辽军区独立第1师）：1946年8月底从独立第16旅扩编出独立第17旅。隶属于热辽军区。旅长何能彬，政委谢镗忠，政治部主任李质。1946年10月4日热辽军区撤销后该旅由冀热辽军区直辖。1947年7月该旅改称冀察热辽军区独立第1师，1948年2月升级为东北野战军第11纵队为第31师。
    - 第49团：独16旅46团调入独17旅改称第49团。为“红一团”。1947年7月中旬改为冀察热辽军区独立第1师第1团，组建第11纵队时改番号为第31师91团。
    - 第50团：前身1943年7月以冀东第12团2连、高恒游击队及县大队为基础组建的冀东军分区第8区队。1945年1月扩建为冀东16分区第18团。1945年9月编入新组建的东北人民自治军第22旅为第64团，1945年12月随22旅编入晋察冀第二野战军热辽纵队仍为第22旅第64团。1946年5月在北票与辽宁省第一保安司令部第一团(保安一团，1945年11月在阜新组建）合编称热河军区热辽（21）军分区警备三团，原保安一团编为该团二营。1946年9月警三团（欠一营）改编为独立17旅第50团，1947年7月中旬改为冀察热辽军区独立第1师第2团，组建第11纵队时改番号为第31师92团。
    - 第51团：前身是1945年9月由朝阳县民间武装编成的朝阳县独立团，1945年11月升为热东军分区独立团。1946年7月调归热南军分区，为热南军分区独立团。1947年5月编入独立第17旅为第51团，1947年7月中旬改称东北民主联军冀察热辽军区独立第1师第3团，1948年3月随所在师编入新组建的东北野战军第11纵队为第31师第93团。

  - 独立第18旅：1945年11月由冀热辽特务1团、冀中沙克第31团，黄永胜教导第2旅第1团合编为热辽（黄永胜）纵队第27旅。1946年4月并入热东军分区。1947年5月热东军分区组建独立第18旅，辽西支队改编为52团，团长孔瑞云。1947年8月1日组建东野八纵为第24师。
  - 冀察热辽军区独立第3师：1947年7月下令组建，10月正式编成。师部由第22军分区（乌丹分区）机关与第21军分区（热辽分区）机关一部组成。参谋长夏新民。1948年2月升级为东野11纵33师。
    - 第7团：1946年9月，热辽分区原警备三团调归十七旅为第50团，留下一营改为热辽军分区独立营；1947年2月，调新东二中队、新惠支队三连、北票支队三中队、分区机炮连编入该营，改称为热辽军分区独立团(习惯称警三团)；1947年10月，该团编入冀察热辽军区独立三师七团。
    - 第8团：1947年10月22分区独立团（警备4团）编入新组建的东北民主联军冀察热辽军区独立第3师为第8团，1948年3月随所在师编入新组建的东北野战军第11纵队为第33师第98团，1948年11月本师第99团并入该团后改称中国人民解放军第48军第144师第431团。
    - 第9团：1946年2月，在小哈拉道口由北票支队与锦义支队部分编成热辽分区二团；5月，改为朝北独立团；8月，改为朝北支队；1947年7月，与建平县支队合并，改称为热辽分区地区队；同年10月，编入冀察热辽军区独立三师九团。

  - 冀察热辽军区独立第4师：1947年11月25日在遵化县南岗村组建。以第17（热南）军分区机关组建师部机关。师长李道之（原第十二军分区司令员），政委王晓声（原冀察热辽军区政治部组织部部长，55年大校），参谋长莫异明，政治部主任侯全智（55年大校），供给部长余成章，政委罗江，卫生部长赵泽晋。隶属冀东军区领导。直属部队有：警卫连、侦通连、骑兵连、迫击炮连。部队有第10团、第11团、第12团。全师共有7317人。在冀热辽军区前方指挥所（司令员程子华、政治委员黄志勇）统一指挥下参加东北冬季攻势与辽沈战役。1947年12月10日至1948年1月16日，以小部队，向石门、朱各庄、北戴河、蔡各庄等车站发动攻击，掩护师主力切断北宁路滦东段（滦河以东至秦皇岛）连续进行的滦东破交战；12月17日，驻天津之敌92军增援东北，其先头部队168团于19日进抵盛铁营，切断其退路，困于赵庄和王庄一带，经6小时激战，全部被歼。滦东破交战共毙伤敌245人，俘敌307人，破坏铁路80余里，剪断电线近两万公斤，炸毁桥梁4座，使滦东至山海关铁路瘫痪40多天，有力的配合了东北冬季攻势。并使冀东地区的玉田、沙流河等地之敌弃城而逃，恢复和扩大了解放区。战后，在丰润县进行新式整军运动，以诉苦和三查为主要内容的阶级教育。1948年3月，华北野战军向察南、绥东发动攻势，独四师配合钳制第13军向西增援：3月21日，独四师配合第14军分区袭击密云外围据点河南寨之敌，以第10团第3营7、9两个连进驻营村，当晚密云之第63师1个营乘黑夜将营村包围，在第1营的支援下，历时10小时，战斗结束，毙伤敌90余人，俘敌52人。3月底，独四师攻打通（县）唐（山）公路上的重要据点夏垫。该镇驻有河北省保安13团及地主武装约1000余人。4月2日开始总攻。10团1营1连在火力掩护下首先突破西门，2、3、6连尾随跟进。在攻西北角碉堡时，2连两次爆破不成，战士邵洪生担负第三次爆破，炸开碉堡，壮烈牺牲。夏垫攻坚战历经5小时，毙伤敌110名，俘敌700余名。4月5日，第13军第4师向夏垫反扑，独四师命驻回回坞10团从敌之侧翼出击，又歼敌500余人。在配合华北野战军作战中，独四师共毙伤敌700余人，俘敌750人，完成了钳制敌13军向西增援的任务。1948年4月7日，独四师在蓟县马伸桥，利用战斗间隙，进行政治整训，开展群众性的练兵运动。5月初，独四师奉命，出平谷经峪口、华山，直插滦平县。该县驻有敌保安1个团。5月11日，第11团将外围之敌驱逐城内，次日获悉古北口之敌增援一个师，撤回曹路口。后了解敌人并未增援，再返回滦平时，敌已向承德逃窜。11团2营跟踪追击，解放了滦平。缴获战防炮1门，子弹12万发。6月初，配合华北第3纵队攻打古北口，在石匣阻击密云之敌。任务完成后，奉命向热河挺进。6月中旬进抵承德外围。与冀察热辽独立第6、第8师共同执行围困承德的任务。承德守敌13军为了解除困境，派1个团向黄土梁子进犯。我11团2营被敌人包围，在12团掩护，安全撤至兴隆县鹰手营子一带集结休整。围困承德，从5月11日至8月20日，历时3个多月，共毙伤敌100余名，俘敌114名，部队所到之处，看到群众生活非常困难，以树皮、草根度日，群众无法供应部队。冀东老区人民为支援子弟兵，翻山越岭，越过长城，长途运粮供应部队；冀东组织担架队随部队作战，奋不顾身的抢救伤员。部队在缺粮的情况下，吃稀饭节省粮食，救济苦难中的群众。1948年9月开始辽沈战役，独四师奉命攻取绥中，切断东北与关内的联系。绥中驻有第86军暂60师第2团、交警部队一个大队及地主武装，约2800余人。火车站西北角羊乃山，构筑有永久性工事，是控制火车站及县城的制高点，守敌约300余人。独四师于9月20日抵达绥中外围，与独立第6、第8师和炮兵第2团，对绥中形成包围。9月24日，独立第6师首先攻占羊乃山，全歼守敌，控制了制高点。9月25日，第12团又占领了南大营，扫清了绥中东北面铁路线碉堡之敌。9月27日发动主攻，敌退至南关第二道防线。第10团3营从侧翼猛攻，全歼水塔之敌一个加强排。在12团的配合下，继续向南关攻击，歼灭交警80余人，其残敌逃入城内。9月28日7时，开始总攻。第10团1连在火力掩护下，仅用15分钟，由城南角、魁星楼突入。但4班梯子组在城下接连受到敌人炮火杀伤，攻城部队受阻。5班战士刘树才率领尖刀小组奋不顾身，冒着敌人的交叉火力，登上绥中城，抢占魁星楼，掩护后续部队顺利登城。战后刘树才被评为解放绥中的登城英雄，由于他在其他战斗中也有卓著功勋，一九五〇年被评为全师的战斗英雄，出席了全国第一届战斗英雄代表大会。绥中攻坚战历时5天，共毙伤敌815名，俘敌1946名。随后，独四师奉命包围前所，驻敌26师第3团，9月30日晚，敌团部率1、2营逃往山海关，敌3营也准备次日弃点西逃。独四师于9月29日从绥中出发，绕过绥棱公路，经两昼夜急行军，于10月1日拂晓进抵前所外围。由我10团、11团对前所形成包围。敌先后向我10团2、3营作试探性的进攻，企图以小部队牵制我主力，以掩护敌主力向山海关逃窜，但遭我10团2营分割切断，并歼敌一部。其余残敌一股被11团全歼于大石桥，另一股被我10团1营全歼于前所。战斗仅两小时，全歼前所守敌一个营。10月9日，东北野战军向锦州发动攻势，华北之敌11个师登陆葫芦岛进至锦西，企图向东增援锦州。独四师奉命从前所开赴杨家屯、老和尚台一线，配合东北第4纵队阻击增援之敌。10月14日第10团3营营长贾祥率部队进入杨家屯，担任阻击任务。15日，敌198师594团、593团两个营与整编62师两个营进至杨家屯，与我师对峙。敌为保障其主力之安全，10月16日拂晓，集中炮火向第10团9连阵地袭击，并以1个步兵连，连续向我冲锋3次，均被我3排击退。敌又集中各种火炮20余门，并在飞机的掩护下，以一个营的兵力向第7连阵地猛烈攻击。杨家屯、老和尚台一线阻击战16日结束。毙伤敌约80余人。该部完成了阻击任务。独四师在辽沈战役中连续作战，共毙伤敌915名，俘敌1996名。11月初，独四师奉命进关，经冷口、兴城、平安城、三河进至夏垫和燕郊之间，警戒北平之敌。12月12日在南口改编为第158师，师长李道之，政委王晓声，副师长徐其海。辖472团、473团、474团。在天津外围赤碱滩归建45军。12月14日配合第45军在北宁路、津塘路两侧，准备截击天津东逃之敌。12月16日奉命西移武清县杨村一带，准备歼灭北平东逃之敌或阻击天津西进接援北平之敌。12月18日，158师又受命包围天津。部队即刻开进天津北郊宜兴埠进行攻击准备。1949年1月5日，158师奉命配合135师攻占天津外围据点范家堡。1月11日，474团包围四十四号桥，攻克碉堡一座。1月14日向天津守敌发动进攻，45军的任务是突破民权门。158师的任务是，在军总攻时占领张兴庄。以474团进行佯攻，牵制敌151师，策应第45军主力突破民权门。158师主力为军总预备队。1月15日，135师突破民权门后，我师主力即迅速跟进，向纵深发展。472团在北洋大学及皮革厂与友邻部队歼灭敌人1个营。473团在东、西于庄俘国军第151师一部，缴获铁甲车1辆。攻克天津我师共俘敌1252名。部队入城后，警卫4个工厂，1个医院，3个学校，严格遵守了城市纪律，使警卫目标万无一失，受到军政治部表扬（为后来担任广州市区警备任务奠定了信誉）。473团1连，除被师团党委评为模范连外，并获得45军政治部授予“军政两胜”奖旗一面。1月30日，北平和平解放，158师补入解放战士1119名，45军拨给158师1个七五山炮连、1个警卫连、1个通讯连、两个骑兵排，共320人。在此基础上，158师组成炮兵营和警卫营。各团以原特务连为基础，组成侦通连、特务连和迫击炮连。营则以炮排为基础，扩编为机炮连。1949年4月随第四野战军第12兵团45军南下，参加衡宝战役等，158师战果不大，受了批评，472团1营受军首长通令嘉奖。战后158师进驻湖南邵阳，脱离军的建制，归第12兵团直接指挥，执行剿匪任务。1949年11月28日至12月8日，连续10天对邵阳、隆回、新化、武冈四县境内国民党残军和贯匪发起“会剿”，肃清四县境内敌匪。1950年1月，158师移师广西宜山，兼宜山军分区。1950年4月，移防广州，158师接替第132师执行广州城市警备任务，转隶广东军区。1950年9月，158师兼广州警备司令部（司令员由广东军区副司令员黄永胜兼，参谋长由158师师长李道之兼）。1950年10月第158师改编为公安第10师，参谋长李玉恒/余成章，改归中南军区公安部队司令部领导。1952年1月，与广东省边防局合并，改称中国人民解放军公安第10师兼广东省边防局，局长李道之，第一政治委员朱民亲，第二政治委员鲍启祥，担负海边防守备任务。1955年7月，改称公安军边防第10师。1956年3月改编为守备第3师，改归广东省军区建制领导。1956年4月，改称机炮第3师。1956年8月改称守备第10旅。1957年5月，合并于佛山军分区，部队改编为分区领导的守备第8、9、10团。1959年4月，佛山军分区分编组建守备第10师，隶广东军区，辖守备第37、38、39团及第1、2、3、5海上巡逻队。1959年12月，守备第39团和守备第37团的大、小横琴岛守备连及4个海巡队，全部拨归万虎要塞区建制领导。师部改编为海军第七研究院。
    - 第10团：冀东15军分区警备2团（参谋长李玉恒）升编。团长李玉恒。
    - 第11团：1945年组建八路军冀东14军分区的三(河)通(县)顺(义)联合支队第四连。1945年9月由通三顺游击支队升编为第54团。团长赖金华，政委王光远。1945年11月隶属新编成的冀东军区。参与安平事件。1946年7月改称冀东第十四军分区警备二团。团长史安、王勇曾（后），政委王纯。1950年10月公安第29团驻前山街道|前山]]。是1952年中葡关闸事件的直接参与者。1952年9月公安第十师二十九团二营六连进驻横琴岛，担任对澳门的边防任务。1960年4月，改编成万山要塞区第四守备区三营八连。1961年10月调驻小横琴岛。1964年4月27日被国防部授予“南海前哨钢八连”荣誉称号。
    - 第12团：冀东12军分区第61团一个营与遵化县翻身营编成。

  - 冀察热辽军区独立第5师：1948年1月22日在河北省玉田县老君屯，以冀东军区第15军分区机关一部、15分区警备第1团（47年9月重建的警备第二团，11月改称警备第一团）、冀东独立团（原热南独立营，后编为热南分区警备第二团、热南分区独立团）、警备第5团（47年9月由玉田、遵化县大队编成）为基础，组建冀察热辽军区独立第5师及辖下的第13、14、15团。师长赵文进、政委袁耐冬。该师后沿革为：原15团（欠二、三连）于1948年7月中旬调冀东军区拆散建制补入主力部队，冀东军区独立第七团调入该师为新的第15团。1948年8月该师改为华北军区第2兵团独立第1旅；1948年11月为华北第8纵队第23旅；1949年1月为第65军第194师。
  - 冀察热辽军区独立第6师：1947年5月1日，韩梅村在凌源县城率东北保安第3支队起义。起义部队编为热河民主救国军独立第一旅，韩梅村任旅长。1948年3月21日在宁城八里罕甸子村马架子组建冀察热辽军区独立第6师，热北军分区组建了师机关、师直属队、热北独立团、林西经棚新兵团，热中军分区宁城独立团编为1个团，原东北保安三支队司令韩梅村起义部队编为一个营。共计298名干部，6058名战士。师长韩梅村，政委钟辉。副师长周志飞；副参谋长张荣森；政治部主任邹日清。成立后，立即从赤峰宁城南下，前往承德地区驻扎整训不到七个多月的时间，打了六仗。1948廿4月上旬在平泉县杨树岭剿匪歼敌400余人。1948年4月中旬在平泉县城东北的赶瀑河子（今卧龙镇东南）突击中央军第十三军第89师第267团第二营立足不稳之敌，第十六团歼敌两个连及营部400余人，缴获迫击炮一门，轻重机枪及军需物品若干，第十七团负责打援但平泉守军未敢出援。1948年4月底5月初，在黄土梁子抗击第十三军第4师出击，硬顶硬拼，与敌展开了白刃战，敌我双方伤亡都很大。1948年5月下旬，由于东野十一纵强攻隆化县城，董存瑞壮烈牺牲，歼灭守军第十三军第89师第265团两个营、一个工兵连和炮兵一部共1900人，驻守平权县城的第89师第267团匆忙撤逃回承德。独立六师奉命到下板城截击西撤第267团，师指带第16、18团，经三沟急行军直插下板城；17团从头沟东出发，从承德东经过直取下板城。16团到达下板城时，敌军大部己溃逃，只有400余人返乡团和土匪被歼灭，获枪支200余，大卡车两辆，中吉普一辆，16团无一伤亡；17团接近下板城时，战斗己结束。1948年6月中旬，承德守军为提振士气，第十三军第4师倾巢出动进攻东郊的二沟、三沟，被第17团在房身沟、岔沟鞏洞山山顶阻击，机枪排支部书记郭富率先冲到山顶扫射压制敌军。1948年7月中旬，第十三军派遣独立团进至承德东北的应杖子（今三沟镇以西）一带抢粮，遭遇正在剿匪的独立6师，第16团自北向南，第17团自南向北突袭在应杖子宿营的敌独立团，俘虏四、五百人，其中很多是学生成为解放战士。辽沈战役前夕，1948年8月28日，三团一营留在承德周围监视第十三军，师主力用一周时间急行军东进北宁线，过建昌县、杨家杖子、五家子（今属元台子乡），直奔锦西县西郊的砬子山。9月12日前夕,独立六师在今葫芦岛市龙岗区南郊干柴岭---西郊砬子山---团山子一线布防：第16团在破坏了草桥沟一带铁路后，在东砬子山待命；第17团在团山子和砬子山之间阻击锦西援敌；第18团的两个营随师指挥部进至砬子山及后面小英河口、四方台策应。锦西敌第五十四军奉命向南增援兴城。9月12日上午，锦西、兴城第五十四军各出1个团向心攻击，被独立六师击溃攻势，毙俘280人,缴获炮5门,机枪10挺，独立师伤亡140人。林彪要求独立六师要再接再厉,拖住敌人,掩护主力渡过大凌河,实现合围锦州、斩断敌人东西合围的战略目标。9月13日，第五十四军在重炮、飞机掩护下，进攻从早八点一直持续到黄昏，16团伤亡600人，16团政委刘云辉亲赴一线指挥而负伤。师指警卫排、炊事班、担架班、通讯班全都补充一线。9月14日早8时，第五十四军兴城一个师、锦西二个师全部出动,在四发重轰炸机、大炮及葫芦岛海上舰炮火力支援下,向独立六师阵地发起猛烈攻势,战斗持续13小时至黄昏，砬子山阵地易手六七次，第16团阵地被兴城敌一个主力猛攻到黄昏时全团伤亡600人，第17团抗击锦西两个主力师阵地数易其手，但最终未丢一寸阵地，三营长负重伤,副教导员卜云虎牺牲，全团官兵伤亡70O余人。独六师奉命撤至兴城县距离沙后所60里的地方休整，立即开始补充兵员，并总结砬子山阻击战。此战全师8000人,有近2000人伤亡，歼敌近两千人。一周后全师随大部队占领沙后所、前所。接着攻打绥中，守军为暂六十师第二团（副师长兼团长师临先）以及绥中保安大队等杂牌武装计2800人防守。绥中战斗分三个阶段，第一阶段为外围战斗，由先期到达的冀察热辽独立四师完成；第二阶段为西郊羊奶山战斗，主要由独立六师第16团和冀察热辽军区炮旅9月27日拂晓发动强击，歼守军一个加强营；三是兵临城下，解放绥中城，主要由军区炮旅及独立四师、六师、八师协作9月28日拂晓发动进攻，以四师十团、十二团分别进入城东南和城南东侧担任主攻；以六师17团在西关碉堡群及南门，18团一部封锁包围住韩家湾子绥中保安中队；以八师城东北主攻；以热东军分区两个独立团在前卫、前所打援。全歼绥中守敌2800余人，缴获枪支2000余支，轻重机枪数十挺，迫击炮十余门。塔山阻击战打响后,四纵正面防御，十一纵侧应，独立4、独立6师在葫芦岛西南牵制敌人，是谓月亮山战斗。1948年11月底，在冀东玉田县，独六师被改编为第四野战军48军161师，并增编一个补充团，一个炮兵营，一个警卫营，一个通讯连，共一万一千余人。此时，韩梅村任师长，钟辉任政委，周志飞任副师长，张荣森任副参谋长，南下江西时副师长兼参谋长夏新民。1949年6月初，江西军区成立，第48军161师划归江西军区领导，脱离了第48军建制。7月9日，江西军区决定：161师师直三分之一干部及第483团组成抚州军分区。1949年8月20日，本来预备成立赣州军分区的161师师直三分之二干部及第481、482团与原赣东北军区之浮梁、鄱阳军分区（两分区均已撤消）留下人员共计7700余人组建乐平军分区，10月，乐平军分区改称浮梁军分区。1952年5月，该军分区第482团番号撤消（1950年6月，该团有两个营补入江西军区警卫团）。1952年9月，浮梁军分区和上饶军分区合并，称鹰潭军分区，12月又改称上饶军分区并延续至今。 
    - 师部由19军分区机关于热河民主救国军独立第一旅旅部一部分组建。司令部：作战科长李克华，侦察科长钟毅，通信科长李书通，军务科长王钦宗，管理科长崔升科；政治部：组织科长高北年，宣传科长黄一涛，保卫科长彭鹤鸣，民运科长姚勇，总务科长常及学，职工科长王志敏；供给部：部长范同功，政委丁山；卫生部：部长傅培章，医院院长王新阿
    - 第16团由19分区警备一团（即热中分区独立团）改编。前身是由原30旅69团5个步兵连，在1946年5月组建的热中军分区步兵团、独立团、19分区警1团。团长张福龙，政委刘云辉，副团长安庆胜，副政委吕明清，参谋长路志，政治部主任贾国卿；
    - 第17团由20分区警备二团（即热北军分区独立团）改编。前身以原30旅68团1营为基础，在1946年初组建的热北军分区步兵团、后改为20分区警备2团。团长崔同喜，政委赵凡夫，副团长杨邦干，副政委王庆华，参谋长李天增，政治处主任李铁军；六连班长郭富（郭俊卿），林西县人，著名的当代花木兰。阿鲁科尔沁旗、巴林左旗2000新兵主要补充第17团。
    - 第18团由20分区林西独立团（林西经棚支队）、热北的新兵团（在经棚征兵组成了一个营；在林西县征兵组成团直属队和二个营）及韩梅村起义部队（热河民主救国第1旅600人相当于1个营）改编。前身是1945年9月成立的热北分区经棚支队。组建初期只34人枪，到编进独六师时已发展到8个步兵连3千余人。1947年底，20分区林西支队9个连南下补入中央警卫团。留下的三个连于48年1月跟经棚支队合编为林西独立团。 团长（林西支队长）张少卿，政委张彦兴（经棚县长），副团长赵玉山，参谋长张锦秀，政治处副主任张绍德。

  - 冀察热辽军区独立第7师：1948年2月由冀热察军区部队组建。平北军分区直属队组建七师师部；热西、察东、平北军分区的三个独立团分别组建成19团、20团、21团。师长陈宗坤，副师长兼参谋长杨力，副政委兼政治部主任曾凡有。第二十团有赤城县8个连的地方武装编入。1948年4月23日独立七师攻克多伦县城。华北野战军杨罗耿兵团，为配合东北野战军南出辽沈，决定越过平绥路，出平北、冀东地区作战，把傅作义集团军拖在华北。冀热察军区为保障杨罗耿兵团越过平绥线，军区机关和独立第七师挥戈南下逼近平绥线，并决定由独立七师夺取延庆城，以积极的军事行动掩护杨罗耿兵团越过平绥线。5月18日独立7师攻克延庆县城，以20团（团长周德礼）担任主攻任务，21团担任助攻，19团为预备队并担任外围的警戒任务，激战一夜一天，歼察哈尔省保安2纵队6大队600余人、伪县保警团、自卫队、伪县政府、伪乡镇土顽2000余人，缴获六〇迫击炮3门、马炮2门、轻重机枪17挺、长短枪880余支、掷弹筒3个、手榴弹2185枚、各种子弹40541发、粮食25余万公斤，解放军牺牲55人。1948年12月8日完成平津战役怀来土木堡阻击战。12月13日，由怀来县附近的黑龙庙出发，从经石景山、丰台、廊坊、杨村，沿平津公路，急行军穿越了约500里的战线至天津北归建九纵（46军），独立七师改编为第46军159师。1949年1月9日，159师奉命进入战斗位置，476团归136师指挥，担任天津西南之阻击任务；475、477两团在葛沽、新城一带展开，修筑工事，并与138师准备攻击大沽。14日午夜，475团奉命于大沽接敌。15日凌晨，部队进至大沽，此时，大沽之敌除留少数部队掩护外，大部敌人已经登舰逃窜。随即，我军歼灭敌余部，占领大沽。天津战役后，159师转至河北霸县一带休整两月有余。 4月11日，第四十六军奉命作为第十二兵团的先遣部队南下。第159师即从霸县煎茶铺出发，经过近2个月的连续行军，于6月1日达到湖北孝感县肖家巷一带休整一月有余。7月中旬开始分多路渡江。159师率师直及476团、477团于7月下䀏抵达湖南平江。475团作为46军的右侧警戒，在副师长兼参谋长杨力的率领下，从汉阳沿长江北往南开进于7月17日在嘉鱼县境内渡过长江，尔后经蒲圻、临湘(和平解放），7月20日和平解放岳阳。1949年8月中下旬，159师师部带475、476团组建了湖南军区长沙军分区，师部兼军分区机关，驻湘潭，辖临湘县、岳阳县、湘阴县、长沙县等4个县，同时将475、476团分别改称为长沙军分区独立1团、独立2团。长沙军分区司令员陈宗坤。独立1团团长郑酉年、政委王衍铎。1949年9月，长沙军分区机关分出一部和159师的477团组建了益阳军分区。独立1团2营的4连改为湘阴县大队，3营的7连改为岳阳县大队，3营的9连改为临湘县大队；独立2团2营的5连与机枪连组成平江县大队。并抽调大批干部作为县、区武装建设骨干。
    - 19团：由四海县地方部队组建。团长黄泽九（福建宁化淮土镇磜下村人，1921年10月生，毛泽东警卫员，1948年4月23日解放多伦县城战斗牺牲）/乔雨生，政委王卫德，团参谋长郑酉年。热西军分区独立第一团改编为第19团。
    - 20团：一营由赤城县大队改编，二营由龙崇宣支队改编，三营由赤城各区武装组成，团长柴义（柴疙瘩）/周德礼、政委邱阜、参谋长赵斌、政治部主任李静。
    - 21团团长周新林 政委王衍铎。1947年6月，怀柔县大队抽调两个连组成平北独立营，营长曾哲，教导员周新林；后扩大为平北独立团，参谋长周新林。1952年2月159师477团(益阳军分区独立三团)2100人组建中国人民解放军林业工程部队第二师第六团种植橡胶。

  - 冀察热辽军区独立第8师：1948年2月由第十八军分区升级组建。师长朱军，政委陈志彬。副师长陈炎清。下辖第二十二、二十三、二十四团，分别由第十八军分区独立一、二团及独立第一支队改编而成。1948年11月第11纵队33师与冀察热辽军区独立第8师合并改称中国人民解放军第48军144师。其第432团由冀察热辽军区独立第8师第22、第24团合编。
  - 冀察热辽军区炮兵旅 旅长王珩。1948年5月，以第20军分区骑兵团和冀东、滦县地方部队为基础组建。1948年11月初，撤销热河炮兵旅。
    - 第2团，冀东军区炮兵营在1948年5月与东野9纵炮兵合编。以后为东野炮兵纵队第6团、炮兵第2指挥所第6团、炮兵2师6团、四野炮兵2师30团。

  - 朱德骑兵师：1946年10月30日朱德60岁寿辰从热中(乌丹)、热西(隆化)、热北(林西)3个军分区各抽调一个骑兵团，每团4个连，七八百人，依次编为3个骑兵团：骑兵一团来自热中，团长邱会墟，政治委员穆榕瑞，政治处主任沐易，特派员薛竹林；骑兵二团为1946年6月特务团改编的冀热辽军区骑兵团，团长黄道充，政治委员赵克勋，副团长兼参谋长胡祥，政治处主任杨国范，特派员展英；骑兵三团来自热北，团长黄振斌，政治委员刘生春，副政治委员兼政治处主任王炳之。这时没有旅部，各团由22分区（乌丹警备区）指挥。1947年9月，3个团在赤西县大庙一带集结，改称朱德骑兵师，配备了师领导并调出22分区改由冀察热辽军区直接指挥，师长何能彬（原独17旅旅长），政委谢滋群（热北分区副政委）/林茂源（冀东12旅政委），副师长卜云龙（兼师参谋长），政治部主任刘克。9月底，进抵凌源城郊。10月15日进入朝阳县境内。10月19日九纵第26师进攻朝阳县城，骑兵1团担任总预备队，骑兵2、3团在锦州至朝阳、义县至朝阳2条道路阻援。10月23日，朝阳县城解放后，奉命开进义县。辽西指挥所主任孙渡派遣侯镜如第九十二军率21师、配属的第九十四军43师43师从义县出大凌河谷赴北票解围，10月30日进入东野八纵、九纵的包围圈，10月31日发起全面进攻，骑兵师进至义县以西的交通线堵塞敌军退路。11月2日晨敌军向义县突围，骑兵师2000铁骑在距离义县只有9千米的李家沟截击战，俘敌2000余人，获车辆40余辆，其中仅野炮、榴弹炮牵引车即有20余辆，重炮10余门。11月3日夜骑兵师奉命出击包围义县县城，截击守敌暂编第174师于大川部出城逃往锦州；4日上午10时许在余积屯被追歼。1948年4月2日从林西赴多伦县。4月23日配合冀察热辽军区独立第7师解放多伦县城。8月28日突袭并解放了丰润县城。1949年4月改编为解放军骑兵第5师，南下到河南省剿匪。1950年卜云龙继任师长，政委刘生春，黄道充任参谋长，政治部主任赵克勋。1951年3月在吉林省梨树县改编为步兵第166师，师长卜云龙，政委刘生春，副师长黄道充。1952年6月撤消番号，改编为辽宁公安总队。
  - 卓索图盟纵队（简称卓盟纵队）1946年9月8日，根据冀热辽军区命令，在赤峰翁牛特旗白音汗（今乌丹镇白音汉嘎查）组建卓盟纵队。白云航向刘春提出要一人兼三职：内蒙古自治运动联合会卓索图盟分会主任、卓索图盟盟长、卓索图盟纵队司令员。刘春和热河省委书记胡锡奎商量后，不同意白云航的要求：“你不能身兼数职。你现在是自治运动联合会的盟分会主任，将来建立盟政府，你可以担任盟长，或者担任纵队司令员，两者中选一个。”白云航选司令员。孔飞任副司令员（后接任司令员），白云航的亲信杨古札木苏为参谋长，田户任副参谋长，金起铣任政治部主任，乌兰任副主任。下辖由卓索图盟分会保安队改编的第一支队，支队长鲍琦，政治处主任席达。一支队是以内蒙古自治学院一期毕业生为骨干组织起来的，绝大部分是招募的新兵，仅在喀喇沁右旗就有600多人参加卓索图盟分会保安队，一开始就有党的组织，军队素质好，多次参加反击国民党军队进攻和围剿土匪的战斗，到1947年底已经发展到1200多人。四支队是翁敖联合旗支队，兵力3个连三四百人。由敖汉旗支队改编的六支队，支队长李海涛，政委由乌兰兼任。六支队是敖汉旗开明绅士李华亭组织的地方武装，以原新惠支队蒙民大队为基础组建内蒙古人民自卫军第十二支队下辖三个骑兵连，1946年10月被中共改编为卓盟第六支队，兵力共四五百人。还有原在阜（新）、义（县）、北（票）地区活动的十一、十三两个支队和喀喇泌左、中旗两个旗支队。各支队大多是单独作战，需要时相互协同作战。只有一支队和卓盟纵队司令部在一起活动。还有为保证部队供应而建立的被服厂、生产马具的皮件厂，还有马车运输大队。冀热辽分局1946年12月14日发布的《分局关于热河蒙民工作的指示》第四部分“建立内蒙民族的人民武装问题”：“要实行内蒙人民高度自治，必须要建立内蒙人民自己的军队，各地党委，应加强内蒙人民武装的领导与解决他们的困难问题。使内蒙军队建立各种制度，加强政治军事教育，巩固部队提高战斗力。现在昭盟已成立内蒙人民自卫军第四师，卓盟已成立内蒙人民自卫军卓盟纵队，这些部队需要改造，对于不称职的与有害内蒙人民利益的分子，给予教育改造，在万不得已时实行淘汰，但对这些退伍人员，应给予工作上生活上的出路。应该培养与尊敬革命军人，要吸收革命青年与农牧民革命群众参加军队，灌输新血液，使之成为一支坚强的内蒙人民解放军。但在改造中必须注意团结一切能与我合作的官兵，不使对我怀疑而造成隔阂。改造的重要方法之一，是加强反美反蒋民族教育与群众纪律的教育。为了团结蒙民军官，对他们一般不清算，与不分散其土地与牲畜。旗支队必须加强，员额不足者加以补充，并经常进行政治教育与军事训练；自治会县区支会主任分别担任政委与指导员，负直接管理军队的责任。这些地方武装，在昭盟受蒙汉联合司令部指挥，在卓盟受各分区司令部及卓盟纵队司令部联合指挥。蒙民的民兵自卫队，应普遍组织，把蒙民的男女老少分别组织在自卫队的各种形式之内，并从中挑选可靠之青壮年，组织民兵与游击小组。必须很好运用与发扬内蒙民族固有的军事组织的传统习惯，如驿站传讯等；但因牧民居住不集中及农蒙与汉人杂居，故组织形式应依照当地蒙民意见创新的，切不可把适用于汉人的或适用于农业区的机械地搬用于蒙人或游牧区。”1947年初，白云航被调走参加内蒙古政府成立大会，孔飞任司令员。1948年4月初,卓盟纵队由乌丹经五分地到达义合公，参加解放多伦的外围堵截作战任务。4月25日,对部队进行了一次整编，取消了一支队部,编为5个中队,直接由纵队指挥。原来的第十七师部分人员编入卓盟纵队,蒙古族混编到各中队，汉族编为三中队，纵队辖教导队。一支队队长鲍琦改任纵队副参谋长，云青任组织科长，席达任副科长，张健任宣传科长兼教导队副教导员，供给处由那逊巴雅尔与阿拉坦伦负责。1948年5月中旬,卓盟纵队由赤西到达乌丹县梧花后向翁敖联合旗东部沙漠地区朝克图追击韩桑杰匪部。1948年10月23日，与蒙骑四师合编为内蒙古人民解放军骑兵第10师，师长孔飞，副师长阿民布和，政委乌力吉那仁，副政委兼政治部主任刘昌，副师长兼参谋长葛瑞汝，副参谋长包英昌。下辖2个团：蒙骑四师第31、第33团合编为第31团；卓盟纵队一支队编为第33团；卓盟纵队六支队转隶属第21军分区。1949年6月1日，在突泉编为中国人民解放军内蒙古军区骑兵第3师。
  - 内蒙古人民解放军骑兵第10师：1948年10月23日由蒙骑四师与卓盟纵队在林东合编。由冀察热辽军区领导指挥。师长孔飞，副师长阿民布和，政委乌力吉那仁，副政委兼政治部主任刘昌，副师长兼参谋长慕汝瑞，副参谋长包英昌。下辖2个团、8个连。原蒙骑四师31团与33团合编为31团，4个连562人；原卓盟一支队整编为33团，4个连队562人，团长陶克陶，政委席达，副团长兼参谋长赛音，政治处主任张健。卓盟六支队归属冀察热辽军区第21军分区。1949年6月1日，蒙骑10师在突泉与昭盟军事部所属32团编为中国人民解放军内蒙古军区骑兵第3师。师长孔飞，政委刘昌，参谋长包英昌，政治部主任白云，政治部副主任高万宝扎布，供给部主任盖力宾嘎，卫生部部长包正。辖3个团：原10师31团改为第7团，原10师33团改为第8团，原昭盟军事部32团仍称第32团。1950年10月，蒙骑三师撤编，师直机关一部和所属第8团组建呼伦贝尔盟军分区；第32团划归呼纳盟公安大队；原7团划归兴安盟军分区；从师直和各团抽一批干部组建了上述各盟旗县武装部。
  - 第18军分区（热东军分区）：1945年9月在朝阳设立。热东工委书记周治国，热东办事处主任张兆仁。1945年11月热东地委书记段德彰，专员农康，司令员刘兴隆，驻地建昌。下属县始有朝阳、凌源、建昌3个县，另与辽西专区交叉管理北票、阜新、绥中、兴城、锦西、锦县、义县7个县。1945年12月，正式划入北票、阜新两县。1946年2月，该二县又划出。4月，绥中、兴城、锦西、锦县、义县5个县划入，另增辖平泉县，设立朝（阳）锦（西）义（县）联合县。1946年4月丁盛的27旅在刀尔登并入分区。31团压缩为四个连，与70团二营(第4、第5连，前身为冀东老部队特务营第1、第2连)合编为辽西支队；71团压缩为五个连，与原热东军分区独立营合编为军分区独立团，团长田长江，副团长韦统泰。1946年5月按序排列为晋察冀边区第十八专区。王国权任书记，仇友文仼专员，丁盛任司令员。5月增设建（昌）东县。7月，锦县、义县合并组成锦（县）义（县）联合县。8月，平泉县划出。10月，增设凌（源）建（建昌、建平）联合县。1946年10月4日热辽军区撤销后该军分区由冀热辽军区直辖。1947年5月，设立喀喇沁左旗。6月，撤销朝阳县，改设朝（阳）南县。7月，增设叶柏寿县和锦州市。8月，撤销朝锦义联合县，另设朝阳中心县；同月，撤销凌建联合县。1947年8月，军分区机关大部人员和部队在凌源改编成东北民主联军第八纵队二十四师，分区独立团改编为第72团，团长韦统泰。1948年2月，军分区机关部分人员、独立一、二团及独立第一支队改编为冀察热辽军区独立第八师。1948年4月，朝南县改称羊山县。7月，锦义联合县建制撤销，恢复锦县、义县原建制。10月，撤销锦州市。11月，义县划出。1948年11月，该师与十一纵三十三师合编为第48军第144师，独立8师第22、24团合编为第432团。至1948年12月撤销前下辖羊山、凌源、建昌、叶柏寿、绥中、兴城、锦西、锦县8个县和喀喇沁左旗。司令员刘兴隆/1946.4丁盛/1947.8朱军/1948.5周家美，政委段德彰/1946.4王国权，副司令员吴烈/1946.4周家美，副政委樊学文/1946.4韦祖珍/陈志彬/王功贵（1948年3月起，兼政治部主任），参谋长陈运春/田长江/王力行，政治部主任武振刚/李勃/吕炳安/李耀之。
    - 蒙古骑兵第六团，人数约1000人，原为敖汉旗支队，以敖汉旗和原翁牛特左旗蒙古族组建，1947年扩编为团，团长李海涛，政委赵居谦。1950年改编为东北军区炮兵第一团，年底入朝鲜作战，番号改为志愿军炮兵二一O团，是我军第一代喀秋莎炮兵团之一。

  - 第19军分区（热中军分区）：1945年9月中共热中地委、热河省第一督察专员公署、热中军分区在赤峰成立。热中专区始辖赤峰市、平泉、建平、建（平）西、新惠县5个县和翁牛特左旗。1946年3月，增设新（惠）东县。4月，增设宁城县。5月，新惠、新东两县划出。1946年5月，按序排列为晋察冀边区第十九专区。1946年7月至10月，划归热辽区管辖。9月，增设建（平）中县、乌丹县。同月，建平县划出。10月，撤销赤峰市。1946年10月4日热辽军区撤销后该军分区由冀热辽军区直辖。12月，增设建（平）赤（峰）县、增辖承（德）北、隆（化）东县。同月，赤峰、赤（峰）西、乌丹3个县划出。1947年2月，增辖平（泉）北县。6月，平北县改为平（泉）凌县。同月，重设赤峰市。11月，撤销建中县；同月，承北、隆东县合并组成承（德北）隆（化东）联合县，又设喀喇沁右旗·建西县联合旗县。同月，撤销赤峰市，划入赤峰、赤西、乌丹县和翁（牛特左）敖（汉）联合旗。1948年5月，撤销平凌县，重设平泉县；同月，撤销承隆联合县。10月，重设赤峰市；11月，撤销赤西县。至1948年12月，热中专区下辖赤峰市和赤峰、平泉、宁城、乌丹县及喀喇沁右旗·建西县联合旗县、翁敖联合旗。地委书记兼政委黄文/黄志勇/王孝慈/强晓初，副书记宋诚，专员杨雨民/王新华，司令员赵复兴/黄文/欧致富/刘兴隆、副司令员何廷一/周哲明/陈云中，副政委林忠照，参谋长何廷一（兼）/周哲明（兼），政治部主任李满盈/龙标贵。政治部副主任郝福鸿。中共赤峰县委书记陈光，县长李继昌，县民主建国联合会主任王芷，县民主妇女联合会主任李谨励，县农民协会主任周彪。 
    - 独立第2团:1947年11月，宁城县支队改编

  - 第20军分区（热北军分区）：1945年11月7日，在林西成立。司令员喻楚杰/何能彬/钟辉/罗云，地委书记兼政委王逸伦/权星垣，专员张盘新/萨嘎拉扎布，副司令员卜云龙/罗云，副政委谢滋群/孙文采，参谋长师军，政治部主任邱仁华，副参谋长张荣森，政治部副主任刘昌。辖警备二团（热北独立团）、林西支队、天大支队。1946年5月，按序排列为晋察冀边区第二十专区。1946年6月，撤销专区建制，另在林东建立昭乌达盟。下辖林东、林西、开鲁县和巴林右、阿鲁科尔沁、扎鲁特旗；昭乌达盟辖属县、旗始与热北专区同。1947年春，开鲁县、扎鲁特旗划出；9月，撤销经棚县，另设克什克腾旗。12月，林东县改为巴林左旗。1947年12月分区机关、热北独立团、林西支队组建独立第六师。独立第44团调归军区。至1948年12月，昭乌达盟下辖林西县和克什克腾、巴林左、巴林右、阿鲁科尔沁旗。1948年以后，昭乌达军分区所属部队向主力部队、野战部队大批量输送干部战士。仅向韩梅村任师长、钟辉任政委的冀察热辽独立6师就输送战士6058人，输送干部298人，包括邱仁华、张荣森、周志坚、崔同喜、张彦兴、张绍卿、李天增等一批共和国将军，也有郭俊卿、徐汉林等全国著名战斗英雄。1948年8月20日昭乌达军分区独立战斗力极强的44团划归主力部队时，共有战士1266人，干部103人。1949年5月，以昭乌达军分区为基础组建中国人民解放军第168师，师长钟辉琨，政治委员邱仁华。该师建制归东北军区，由热河军区领导，1950年1月归辽西军区，1950年7月，168师502团调东北军区警卫师，师直和503团、504团机关（504团1948年整建制补充给38军）调归军委空军。同年12月，分别组成空7师师部及所属第18团（后改称第21团）和空8师第20团（后改称第22团），168师另有3个建制营改为东北边防部队。昭乌达军分区蒙骑4师参加了多伦外围战等大小战斗38次，歼敌508人。在昭乌达这块土地上，蒙骑4师的蒙和舞乐极、业喜扎拉僧、道布钦巴拉珠尔、宝音乌力吉、斯钦朝格图等69名蒙古族干部血洒北疆。解放战争时期，昭乌达盟是热河稳定的后方，1947年1月一一6月昭乌达盟北五旗县就有9000人入伍。1946年12月一一1948年12月，昭乌达盟三年参军总人数多达22853人。仅阿鲁科尔沁旗1947年6月一一1948年12月，就有3626人参军。林西县解放战争时期参军入伍8000人。林西八千子弟入伍，占全县总人口8.89％。
    - 林西支队：1946年1至2月间，林西县公安队（1945年11月中旬林西县地方治安临时维持会的公安队被接管后，白云飞为队长，杜德旺为教导员，主要成员是青年学生、伪满警察和退役伪国兵）与热北第十支队（崔同喜任支队长，城南的大地主王瑞轩即王庆任副支队长，老八路李忠诚任政治委员，共200多人）合编组建了林西县支队，政委由县委书记兼任，副政委张华廷，支队长崔同喜，副支队长张绍卿。下设骑兵中队，队长白云飞，教导员杜德贵，80余骑，步枪60余支。步兵一连100余人，机枪1挺，步枪50余支；步兵三连50余人，步枪20余支；步兵四连40余人，步枪10余支。林西县支队对外又称“城防司令部”，设在北街车福磨坊里（后机关校一带），后迁到“火车刘大院”。1947年9月间林西县支队扩大到12个连，1300多人。1947年秋调走9个连共1100多人补充中央警卫团，只保留了3个连。后来又扩编了1个连，仍是4个连的建制。1948年根据二十军分区关于扩军的指示，林西县支队又扩大为12个连，新编的8个连单独成立了1个新兵团，与原来县支队的4个连是两套人马一套机构的关系，县支队长张绍卿、政委周福生兼任新兵团团长和政委。1948年8月林西县支队新兵团开赴前线，除原来的8个连外还带走了县支队的骑兵连（改为步兵，马匹和重武器留给了林西县支队），县支队长张绍卿随团调离。县支队剩下3个连，后又扩编了1个连。童玉林接任县支队长，政委依然是周福生。1949年1月，林西县支队又扩大到了7个连和1个团。历任支队长崔同喜、张绍卿、童玉林，政委王纪明、郇肇基、陈耳东。1949年2月，第168师在热河组建，以林西县支队为基础，又在附近旗县招收了部分新兵，共2500人，组成了第168师第504团，周福生任团政委，童玉林任团长，参谋长林春深，政治部主任魏超。
    - 经棚支队：创立于1945年11月，1948年8个连3800人，后成为冀察热辽独立6师3团（18团）主要部分，历任支队长杨兴和、王庆、巴嗄亚，政委杨藩、陈耳东、郎充、尹冠兰。
    - 林东支队：创办于1946年2月，最多时500多人，历任队长薛占才，政委刘宝华。
    - 天山支队（天大支队）：创建于1946年6月，一部分送入独立6师，一部分编入盟公安大队，一部分进入东野8纵、11纵，一部分进入内蒙古骑兵3师。队长李炳培，政委惠北海、石汝麟、陆棣。
    - 蒙汉联军：1946年10月28日热北军分区与昭乌达盟蒙族武装联合组建。司令员喻楚杰，副司令员和子章/拿钦，政治委员权星垣，副政治委员乌力吉那仁，政治部主任蒙和舞乐极，政治部副主任刘昌，参谋长阿民布和，副参谋长卜云龙。下辖蒙骑第四师。
    - 步兵第46团
    - 内蒙古人民自卫军第4师（蒙骑四师）：昭乌达盟的蒙古族武装，1946年1月由东蒙古自治政府组建。1945年10月至1946年2月多次与热北军分区部队发生武装冲突。师长和子章/1947年9月起阿民布和，政委乌力吉那仁，参谋长仁钦宁布/阿民布和（和子章四弟）/1947年9月起郎布仁钦，政治部主任蒙和舞乐极（1947年3月由副主任刘昌继任），供给部部长图门思。辖6个团3000余人。第32团（巴林左旗）：团长恩和图布新/博拉哈/包英昌、政委斯布吉德道尔吉/张华廷。第33团（巴林左旗）：团长恩和图布新，后编入32团。第34团团长仲乃/确吉敖斯尔，政委额尔恒巴图/斯布吉德道尔吉。第35团团长额勒登格，政委道布钦巴拉珠尔（阿旗自治运动联合会主任），政治处主任宝音乌力吉。第36团（克什克腾旗）团长包英昌，政委查干楚仑。第37团（扎鲁特旗）团长洪富升格/布仁巴雅尔,政委赛音巴雅尔。四三会议后，热北军分区部队进驻林东。西拉木伦河畔成了战争一线。为此，蒙骑四师整编为两个支队：第二支队辖阿旗35团与扎旗37团，司令额勒登格，政委义达嘎苏荣，参谋长业喜札拉僧。1946年11月30日，第35团团长额勒登格率领该团大部分人马500余人投靠驻开鲁的国军李守信，并杀害了35团政委、参谋长、二支队参谋长。巴林右旗34团韩桑杰170人、扎旗37团洪付升格200人，克旗36团部分人马相继投国军。蒙旗四师4000余人的四分之一叛变。1947年1月1日发生“天山保卫战”。1947年2月，在昭乌达盟组建了蒙汉联军，对蒙骑四师做了初步整编。1947年9月，全师排除叛变的与洗刷掉的，所剩790人，缩编为2个团：原34团与36团一部编为31团，团长确吉敖斯尔，政委斯布吉德道尔吉；原32团与35团余部（额勒登格叛变后该团剩一个连另一个排）编为33团，团长包英昌，政委张华廷，37团已划归辽西军区的哲里木盟军分区。1948年4月初，进军多伦，配合兄弟部队参加解放多伦的战斗。4月23日多伦解放后，蒙骑四师奉命堵击消灭由多伦外逃之敌。在参谋长阿民布和、政治部主任刘昌的指挥下，第31团与师部开进克旗西北的大王庙，切断土匪向锡盟逃路，23团进到克旗西南的大小克头，堵击向围场逃。4月29日，33团与独立支队向上烧锅一带进军剿匪。1948年7月23日奉冀察热辽军区的命令，配合第二十军分区独立团，在罗云指挥下再赴多伦、围场一带围剿由张北来的国民党一个骑兵团。骑兵第四师抽出2个骑兵连、1个机枪连“临时团”，8月1日从白塔出发，赴围场、多伦、正蓝旗一带搜索残匪。9月11日，在克旗葫芦诺尔遇敌，毙敌46人,俘敌参谋1人，缴获枪48支，受冀察热辽军区通令嘉奖。1948年10月23日，蒙骑四师编为内蒙古人民解放军骑兵第10师第31团，共4个连562人，团长唐巴图平安，政委张华廷。1949年6月1日，在突泉编为中国人民解放军内蒙古军区骑兵第3师第7团。1950年10月，蒙骑3师编散，第7团划归兴安盟军分区编入各旗县武装部。

  - 第21军分区（热辽军分区）：1945年9月成立辽西分区，1946年1月划入热河省，下辖绥中、兴城、锦西、锦县、义县、北票等县。1946年2月撤销建制，所辖绥中、兴城、锦西、锦县、义县于4月划入热中专区，北票县改由热辽专区管辖。1946年2月根据中共热河省委决定，由延安警一旅和晋察冀部分干部为基础，在敖汉旗小河沿成立了中共热辽地委与军分区。5月按序排列为晋察冀边区第二十一专区。7月至10月划归热辽区辖属。10月4日归热河省管辖，军分区由冀热辽军区直辖。始辖朝阳（北）、北票县，1946年5月，划入新惠、新（惠）东两县；1946年10月，划入建平县。1947年3月，增设北（票）阜（新）义（县）联合县。1947年12月驻地北票。1948年3月，新东县并入新惠县；1948年3月17日夜，守军第九十三军暂编第二十师主力逃离海州，阜新县政府、阜新煤矿公司的头头及矿警、地主还乡团也尾随其后,队伍几华里长。二十一军分区独立一、二团，蒙汉独立四十七团，蒙民骑兵六团，在军分区副司令员兼参谋长徐乃斌指挥下，进入清河门地区截击，毙敌153名，俘虏202名，缴获大批枪支弹药、汽车、大车、骡马，抓获逃亡地主数百人。3月19日天刚亮，二十一地委任命的阜新市市长、原北票阜新义县土默特中旗土默特左旗联合政府县长周鸣岐，就带着十几名干部随同部队进驻海州。辽吉五地委的干部和辽吉五军分区二十五团也在3月19日进驻海州。3月25日，按照东北局指示，阜新市由辽吉五地委接收，冀察热辽二十一地委的干部、部队交接后撤离海州。11月，划入义县。至1948年12月，热辽专区撤销下辖朝阳、北票、义县3个县和北阜义联合县。辖新惠县、敖汉旗、建平县、新东县、朝北县、北票县、锦州市、义县、叶柏寿县、土默特左翼旗、喀喇沁旗、土默特右翼旗、土默特中翼旗。以军分区为基础在承德组建了热河省军区机关。地委书记兼军分区政委陈文彪/李东浩/马载（1947.7-），专员李杰庸，司令员欧阳家祥，第二司令员周仁杰，副司令员陈炎清/徐乃斌，副政委陈志彬/孙文彩/谢镗忠，参谋长汪建国/张晓冰/徐乃斌，政治部主任黄明政。
    - 热辽分区警备三团（独立第三团/独立团）：团长王建国，1946年9月调归独立第十七旅为第50团，留下一营改为热辽军分区独立营。1947年2月，调新东二中队、新惠支队三连、北票支队三中队、分区机炮连编入该营，改称为热辽军分区独立团(习惯称警三团)。1947年10月该团编入冀察热辽军区独立三师七团
    - 独立47团，原称北(票)阜(新)义(县)蒙汉地区队，组建于1947年11月，人数2，500人，团长韩亭/龙光(龙文先，1947年任职)。该团成员有原土默特中旗(今辽宁省北票市)卓索图盟纵队十一支队，人数240人；敖汉旗十二支队，约100人；喀东旗(今辽宁省建平县)十四支队一个连，人数100人；瑞应寺(位阜新蒙古自治县俗称格根苏莫)喇嘛自卫队，人数约450人；北阜义支队，挺进支队为汉族部队。1949年4月，该团编入66军第168师，番号改为502团。
    - 翁牛特左旗支队，编二个步兵连、一个骑兵连，支队长何什格。骑兵连，110人，均系蒙古族出身。有一个步兵连半数，60人为蒙古族。1948年初，编入168师为炮兵营。
    - 喀喇沁左翼旗支队，人数700人，除1947年抽调100人补充主力，支队长由苏赫、戴占奎担任。1948年2月，同老部队一个营合编为步兵三十三团，为东北野战军八纵队序列。

  - 第22军分区（乌丹警备区）：1946年12月12日在乌丹成立，书记兼政委邱会作/宋诚（1947.8-），专员（办事主仼）刘正文/[[刘锡三_(1907年)}刘锡三]]，分区司令员张苏/吴烈，副司会员何廷一，参谋长夏新民，政治部主任吴彪，副主住刘克。设立时，按序排列为晋察冀边区第二十二专区。辖乌丹、赤东、赤西县。1947年1月，从热西专区划入围北县。4月，设翁（牛特左）敖（汉）联合旗。辖朱德骑兵旅、警备四团。警四团团长王中军，政治委员王挥，副团长兼参谋长李树庚，政治处主任汪纪石，供给处处长蒋军，共1200多人。还有赤峰（赤东）、赤西、乌丹县，翁敖联合旗支队和卓纵一支队、六支队共6个支队，33支区小队，共3000多人。1947年9月朱德骑兵旅改建为朱德骑兵师后划出。赤峰解放后，乌丹成为后方，1947年11月10日撤销乌丹警备区，属地并入热中十九分区。围北县撤销建制，所辖区域回归围场；翁敖联合旗划入热中专区。
- 冀东军区：1945年12月9日，冀热辽区党委改称冀东区党委，下辖5个地委/专署，26个县。1945年11月冀东军区机关以冀热辽军区机关一部组建。司令员陈伯钧、詹才芳，政委张明远、李楚离，副司令员詹才芳、毕占云，参谋长彭寿生/王智涛，政治部主任李中权。辖第14、第15、第16、第17、第18军分区和第11旅。各军分区部队编为第12、第13、第14旅，组成冀东（詹才芳）纵队，归晋察冀军区第2野战军建制。1946年4月晋察冀精简整编大复员中，第15、第18军分区合并为第15军分区，第16、第17军分区依次改称第12、第13军分区，第14军分区和第11旅番号不变；撤销冀东（詹才芳）纵队番号，所属第12、第13、第14旅编入冀东军区。1946年6月，第14旅并入第12旅，撤销第14旅番号。1946年7月，将第12、第13、第11旅依次改称为独立第10、第11、第12旅，所属各团统一了番号。1946年11月，热河军区新成立的第17（热南）军分区划归冀东军区建制，撤销冀东军区独立第12旅番号。1947年8月1日，组建冀东军区独立第9旅。1947年8月，以冀东军区机关一部、独立第10、第11、第9旅，组建东野九纵。1947年11月，以第17军分区机关和第17军分区一部及第15军分区警备第2团、第14军分区警备第2团、第12军分区第59团为基础，组建冀察热辽独立第4师，撤销第17军分区番号。1948年1月22日，以冀东军区第15军分区机关一部及警备第1、第5团为基础，组建冀察热辽军区独立第5师。1948年11月8日，中共冀东区党委、冀东行政公署、冀东军区联合发布《关于建立冀东区战勤委员会的决定》，冀东区战委会由区委副书记李楚离、行政公署主任张明远、区委民运部长刘慎之、军区副司令员覃国翰、军区后勤司令部副司令员刘亦如、区农会主任韩东征等6人组成，李楚离为主任，张明远为副主任。与此同时，冀东军区后勤司令部、人民武装动员部、供应部和交通运输局均划归战委会管辖。
  - 独立第10旅：冀东第12旅于1946年7月改称第10旅。旅长袁渊/曾雍雅，政委徐光华，副政委艾平，参谋长李。辖28、29、34团。1947年9月升为第9纵队第25师，独立11旅34团和独立第10旅30团对调。
  - 独立第11旅（1）：冀东军区第11旅于1945年11月第14军分区部队组建，旅长曾雍雅，政委:方治平。1946年3月撤消
  - 独立第11旅（2）：1946年7月第13旅改称独11旅，旅长肖全夫，政委李振声。1947年9月升为第9纵队第25师。
  - 独立第12旅（1）：1945年11月以第15军分区第17、50团和第18军分区第56团组成。旅长刘永源，政委林茂源。辖第17团,第50团,第56团。隶属冀东（詹才芳）纵队。1946年4月转隶冀东军区。1946年6月，第14旅并入第12旅。原14旅1团调归该旅为第28团。旅长袁渊，政委徐光华。1946年7月，第12旅改称独立第10旅。
  - 独立第12旅（2）：1946年7月，冀东第14旅旅部和第14军分区暨原独立11旅的第16、第53团编成。旅长曾雍雅，辖第34团（第16团改称）,第35团（53团改称）,第36团。1946年11月第12旅撤销，第34团划归冀东军区独立第11旅仍为第34团，第35团调归14分区改称警备第1团。
  - 第13旅：1945年11月以第17军分区第2、14、60团组成，旅长萧全夫，政委李振声，副政委向仲华。辖第2团,第14团,第60团。隶属冀东（詹才芳）纵队。1946年4月转隶冀东军区。1946年7月，第13旅改称独立第11旅。
  - 第14旅：1945年11月以第16军分区第1、61团和第18军分区第57团组成。旅长何能彬，政委徐光华，副旅长袁渊，副政委黄志勇，参谋长袁渊（兼），政治部主任黄志勇（兼）。辖第1团,第61团,第57团。隶属冀东（詹才芳）纵队。1946年4月转隶冀东军区。1946年7月，第14旅并入第12旅，撤销第14旅番号。
  - 第12军分区：1946年4月由16军分区改称。位于滦河以东。 司令员李道之，政委刘亦如。三专署辖迁安、卢龙、抚宁、昌黎、臨榆、建昌。
  - 第13军分区：1946年4月由17军分区改称。位于冀东的路南。司令员李雪瑞，政委王世煜。四专署辖丰滦、乐亭、滦卢、滦昌
    - 警备第3团/独立第9团：1947年12月由滦南、乐亭县大队编成13分区警备第3团。1948年4月，改称独立第9团。1948年年底，调给唐山警备司令部，改称警备第2团。1949年5月，该团与14分区独立第13团合编，组成华北军区独立210师630团。不久，该团随师调给67军，改称201师603团。

  - 第14军分区：位于冀东的西部。司令员:曾雍雅/袁渊，政委方治平。辖有平三蓟、三通香、蓟县（办）、承兴密、三通顺；
    - 警备第1团：1946年11月撤销独立12旅，36团重回14军分区改称。1947年8月，调入新成立的冀东军区独立第9旅，番号不变。1947年9月，成立东北民主联军第9纵队时，警备第1团改称第9纵队27师80团，1948年11月改为46军138师413团。
    - 警备第2团：冀东14分区54团于1945年9月由通三顺游击支队编成。1946年7月改称14分区警备2团。1947年11月，编入冀热察辽军区独立第4师为第11团。1948年11月，改称中国人民解放军第158师473团，归45军建制。1950年10月，改编为公安第10师29团。

  - 第15军分区：1945年1月，鉴于根据地扩大需要，在蓟县孟家楼村以冀东第11团机关部分干部为基础和察冀军区调来的部分干部，组建冀热辽军区第15军分区。下辖第11、第17团及三个区队、五个县支队。辖区位于冀东中部地区的青龙、迁安、平泉、兴隆等县。驻遵化县。辖迁滦丰、蓟遵兴、遵化、兴隆、迁青平。司令员赵文进/曹致富/潘峰/任昌辉，政治委员杨文翰/刘慎之/谷云亭，副政委王平民（1947年5月21日柴火栏子事件牺牲），政治部主任王功贵，政治部副主任胡里光。1946年4月第18分区并入。1948年1月22日在河北省玉田县老君屯，以冀东军区第15军分区机关一部、15分区警备第1团（47年9月重建的警备第二团，11月改称警备第一团）、冀东独立团（原热南独立营，后编为热南分区警备第二团、热南分区独立团）、警备第5团（47年9月由玉田、遵化县大队编成）为基础，组建冀察热辽军区独立第5师及辖下的第13、14、15团。师长赵文进、政委袁耐冬。该师后沿革为：原15团（欠二、三连）于1948年7月中旬调冀东军区拆散建制补入主力部队，冀东军区独立第七团调入该师为新的第15团；1948年8月改为华北军区第2兵团独立第1旅；1948年11月为华北第8纵队第23旅；1949年1月为第65军第194师。
    - 警备第1团:原18军分区59团和58团、分区特务营合编,团长杨思禄，政委侯全智.1947年8月，该团编入军区独立第9旅27团。

  - 第16军分区：位于冀东的东部。李道之任司令员，刘亦如任政治委员；1946年4月改称第12分区。
  - 第17军分区：位于冀东的路南。李雪瑞任司令员，王世煜任政治委员；1946年4月改称第13分区。
  - 第17军分区（热南军分区）：1946年6月热河军区成立第17（热南）军分区，驻地宽城。始辖承德、平泉、青龙、青（龙）西、兴隆5个县。1946年8月20日热南专署组建办公。司令员吴烈，政委刘君达/马力，专员张兆北。在青龙、宽城、兴隆一带与国军作战。热南军分区、地委和专署机关转移到宽城的峪耳崖，后来又转移到兴隆县东部的五指山地区（今五指山林场）。1946年12月20日转隶冀东。1946年12月，承德县分设为承（德）南县、承（德）北县，承北县划出。辖承（德）南、平（泉）南、青龙、青（龙）西、兴隆5个县。司令员赵文进，政治委员刘俊达。1947年2月，平泉县分设为平泉（南）县和平（泉）北县，平北县划出。1947年7月，青西县与平泉（南）县合并组成青（龙西）平（泉南）县。1947年11月25日军分区机关改编为冀察热辽独立第4师，热南地委、专署、分区撤销，所辖各县分别划归冀东区第十二、十五专区管辖。十五军分区警备一团、十四军分区警备二团、十二军分区六十一团一个营与遵化县翻身营，在河北省遵化县南冈村依次编为十团、十一团、十二团。师长李道之，政委王晓生，参谋长莫异明，政治部主任侯全智  供给部长余成章  卫生部长赵泽普。1948年12月该师编入第45军为第158师。
  - 第18军分区：位于冀东的西南部。田心任司令员兼政治委员；1946年4月并入了第15分区。五专署辖有遵玉丰、香武宝（办）、武通（办）、丰玉宁、玉遵、玉蓟。
    - 56团是1945年9月由丰玉遵支队改编。后编在46军内。
- 冀热察军区：1946年10月11日张家口失陷后，冀察军区被平绥铁路分割为南北两部分。1946年11月在平绥路北成立冀热察区党委、行署、军区，热西分区也转隶冀热察。军区司令员曾思玉/段苏权/詹大南（代），政委段苏权/刘道生，副司令员詹大南，参谋长舒行、副政委兼政治部主任苏启胜，政治部副主任杨健新、供给部部长普奉之、供给部政委沈开荣、副部长李振宇。行署主任杨春圃、副主任张孟旭，驻地赤城县桃阳村。由于国民党察东保安司令部就设在龙关，龙关县城、赤城县城、雕鹗各驻一个团，原来的平北分区以海陀山为界分为彼此并不相邻的两块，被迫组建（新）平北、察东两个分区，赤城县被迫分立为赤北县、赤南县。由于国民党军队大举进攻，平北地区主要城镇相继失守，冀热察区党委、行政公署、军区在赤城成立。随之，察东、热西、察北地区及延庆、尚义、康保、商都、化德、崇礼、宝源、丰宁等县的领导机关也先后撤往黑河川和赤城，连同境内原有的龙崇宣、龙宣怀、赤南、赤北四县，在赤城县和黑河川境内的有一个区、三个分区和十二个县的党政军领导机关。刘道生说：“我们的根据地实际上只有几条大山沟，处于无后方作战”“……最后收缩在平北、热西地区的几条山沟里，形势十分危急”“路北的形势确实十分严峻，除了在热西的黑河川还有几个村子外，其余全被敌人占领了，并不断向察省压缩”“财经非常困难，小平川产粮区全部尚失”。段苏权对旅、团干部说：“我们大不了再打他一次‘抗日战争’，胜利最终还是属于我们的。”冀热察党政机机关驻白草镇桃阳。1946年12月，曾思玉调冀晋纵队，段苏权改任司令员，刘道生兼任政委。 1947年2月，冀热辽军区改为冀察热辽军区，冀热察军区隶属于冀察热辽军区。1947年4月1日，冀察热辽军区划归东北民主联军。1947年夏，独立第五旅扩编为独立第二师。察北分区的骑兵一、二、三团合编为察北骑兵师，各分区均组建了独立团，各县整顿、重编了县支队。1949年1月15日改为察哈尔军区。
  - 独立第5旅（冀察热辽军区独立第2师）：前身是1945年9月底组建的冀察（刘道生）纵队第8旅，以平北分区直属队组建旅部，辖第22团（第10团改称）、第23团（第40团一部改编）、第24团（新6团改称，团长刘义荣，政委王志廉）、第29团（新7团改称），旅长詹大南，政委刘国梁/李光辉、副旅长黎光、副政委刘禄长、参谋长吴迪、政治部主任王启刚。1946年3月晋察冀军区进行精简整编，以第7旅第20团（1945年9月底也是由第40团一部改编）并入第8旅第23团，原辖的第29团编入第22团、第24团。1946年4月，8旅旅部及第22、第24团改编为冀察军区独立第5旅。1946年10月由冀察军区调入改称冀热察军区独立第5旅，下辖第13团(团长李荣顺/刘义荣，政委黄泽九/刘力生、政治处主任王宪武)和第15团（团长吴迪，政委王志廉/肖泽泉，参谋长周德礼，政治处主任刘炳真、一营长陈有才），依次由原8旅的第22、24团改称。旅长詹大南，政委李光辉，参谋长周志飞；原8旅23团（前身为第40团）调归晋察冀军区第2纵队第4旅，后为著名的大功团——193师579团。1947年7月，独立第5旅改称冀察热辽军区独立第2师，下辖第4、6团。1947年10月下旬从第4、6团及师直警卫营各抽出1个步兵连为骨干，补入平北分区地方武装及补充团新兵一部，编成了第5团。第6团为董存瑞所在部队。1948年2月升级为东野十一纵第32师。1948年4月7日，段苏权、詹大南率五旅十三团、十五团包围独石口，全歼国民党十一旅第二十二团马占山部和骑兵十四纵队张天聪部共两个团，毙敌上校团长胡庆瓞以下127人，伤145人，俘虏1500余人，以两个团的兵力全歼敌人的两个团战例。
  - 独立第13旅：1946年8月承德撤退后，热河第13、第14旅合编成立。旅长黄鹄显，政委陈仁麒，参谋长杨力/李荣顺。辖第38团、第39团。1947年8月1日编入东北民主联军第8纵队为第22师。
  - 冀热察军区警卫团：团长黄，政委林真，副团长镇文卿。
  - 第16军分区（热西军分区）：1945年10月26日晋察冀平北24团解放大阁镇。1945年11月在隆化正式成立热西分区。1946年5月改称晋察冀边区第十六专区。地委书记黄文/谢明，专员郑旭，司令员舒行。热西专区始辖承德、丰宁（东）、东滦平、西滦平、隆化、围场6个县。1946年4月，东、西滦平县合并为滦平县。1946年6月，察哈尔省将所辖（西）丰宁县、滦平县还给热河省热西地区。东、西丰宁合并为一县，归热西分区领导，周太任县委书记，副书记是王子明，县长是陈道明，原（东）丰宁县县长郭小川调任热西专署民政科长。当时，丰宁县范围很大，黑河川白草、茨营子、东卯、花盆、千家店，坝上小厂、大滩都归丰宁，人口二十多万，全县划十五个区。6月承德县划出。1946年9月（农历八月十五），黑河川发生了李殿仕叛乱事件，这时热西武装力量很弱，基本没有能战斗的部队（县区队伍多叛逃、投降，热西独立团已划入野战军带走），察东地委副书记赵振中带领察东所属武装部队平定叛乱，历时一个月，基本打垮了李殿仕的队伍；到年关，李匪全线崩溃、逃出黑河川。1946年9月，国民党军队大举向热河省解放区进攻。热西地委、专署、军分区领导机关先撤到隆化以西的郭家屯，讨论确定了“视情况背靠黑河川，逐步转移”的计划。1946年10月转隶冀热察军区。1946年10月初在国民党军队的进逼下，热西地区党政军领导机关，地委以及热西独立团先后遭受重大挫折后，热西地委、专署、军分区领导机关先撤到隆化以西的郭家屯，讨论确定了“视情况背靠黑河川，逐步转移”的计划。热西地区党政军领导机关，向多伦方向退却。1946年11月，由坝上经棚、林西转移到黑河川，热西党政军领导机关和所属部队到达黑河川，进驻西万口村。热河省围场、隆化、滦平、承德市的干部也先后来到黑河川。1946年12月，隆化县分设为隆化（西）、隆（化）东县，隆东县划出。1946年12月16日，在黑河川白草镇成立了热西独立团。1946年12月中旬，热西地委在黑河川的西万口村，召开了地委扩大会议。热西地委及独立团都没有执行“视情况背靠黑河川，逐步转移”的方针，而是向坝上撤退，造成大量人员掉队、走散、冻伤甚至终身残疾，受到了上级以及段苏权的批评。1946年底，专署移驻东万口村。1947年1月，为了便于深入丰宁广大乡村开展游击战争，丰宁县再一分为二，划成丰宁县（凤山）、大阁县（大阁），大阁县以王子明为县委书记、陈道明为县长；丰宁县以周太为县委书记、郭小川为县长。周太、郭小川、丁振江等率领干部战士，重新打回丰宁地区，开展游击斗争。1947年1月，围场县分设为围场、围（场）北县，围北县划出。1947年4月初，热西地区领导班子做了重新调整，地委书记韩纯德、专员周刚/李守贞，军分区司令员钟辉/钟辉琨，政委韩纯德/谢明，副司令员周志飞、副政委王平水、参谋长李盛财、政治部副主任梁春祥，驻（西）丰宁县黑河川（东万口乡）西万口村。热西地委撤退到坝上林西、经棚一带时，黑河川根据地以及热西地区曾出现了权力真空，察东地委临时成立了热西工委，赵振中为工委书记，热西地委从坝上返回后自动取消。辖热西独立团。当时三大困难是：灾荒没饭吃、土匪多、鼠疫流行。1947年4月，滦平县再次分设为东滦平县和西滦平县。1947年5月，冀热察军区发动热西战役，首战上黄旗，随后独立十三旅攻克号称“热河第一坚强之据点”的围场。由于1947年东北夏季攻势的胜利，热西地区的形势大为改观。1947年11月东、西滦平县第二次合并；围北县撤销，围场县恢复原建制。1948年3月，丰宁、滦平县合并组成丰滦联合县。1948年5月，撤销联合县建制，恢复丰宁、滦平县原建制。1948年11月，丰宁、大阁县又合并为丰宁县。至1948年12月20日撤销前，热西专区设有丰宁、滦平、隆化、围场4个县。
  - 察东军分区：1946年10月，察东地委领导机关从怀来县城撤出，入驻赤城县后城镇河西村、上堡、长伸地、南卜子、姚家湾等村。地委书记马天水、副书记赵振中、专员葛启和军分区司令员钟辉琨，副政委阎子庆、参谋长潘峰、政治部主任朱利。辖赤城、龙关、延庆、怀来、崇礼和龙崇宣联合县、龙宣怀联合县、（西）丰宁县（1946年9月归还热西）。1948年2月察东部队升级组建了独立第7师，二团一营由赤城县大队改编，二营由龙崇宣支队改编，三营由赤城各区武装组成，团长柴义（柴疙瘩）；一团由四海县地方部队组建。同时，察东与平北军分区合并为冀察军分区。
    - 察东独立团：政委闫子庆

  - 察北军分区：辖张北县、尚义县、康保县、商都县、化德县、崇礼县、宝源县（今太仆寺旗与沽源县）。司令员陈宗坤、政委梁振中，副司令员柴书林、副政委苏克勤、参谋长胡德礼/李盛才；驻赤城县北部的马营村。察北地委所属各县也先后撤到黑河川。沽源、宝昌、尚义、多伦等县委也驻在茨营子区。1947年夏，察北分区的骑兵第1、第2、第3团合编为察北骑兵师。团长分别为吴广义、李盛才/乔雨生。1947年7月下旬，在陶林县红格尔图东山与鹗友三骑兵师一大股相遇，激战4个多小时，歼敌500多人，缴获战马300多匹、各种枪支400余支，鹗友三元气大伤。被称为“红格尔图遭遇战”。1947年11月14日，察北地区领导机关由镇安堡、打鹿村移驻今白草镇罗家营村，驻月余。1948年初，宝源县县委书记郎宝信、县长姚彤华等，在白草镇罗家营村参加了察北地委召开的“整风”“三查”会议。1949年5月，分区机关大部及所辖3个骑兵团整编组建中国人民解放军骑兵第3师。师长胡德里，政委梁正中，参谋长李盛才。
  - 平北军分区：驻地怀柔县沙峪（今渤海镇沙峪村）。1946年底，经区党委决定，将丰宁县东卯区的花盆、千家店及三道河区后店以下，划归新建立的四海县（今属延庆县）。平北军分区司令员曾威、政委葛琛、副司令员唐家礼、副政委李晋吾。1948年2月，平北军分区机关及热西、察东、平北三个军分区的独立团，组成冀热察辽独立第七师，同时察东与平北军分区合并为冀察军分区。
  - 冀察军分区：1948年2月察东与平北两个军分区的机关与主力升级为独立第7师，辖域合并为冀察军分区。有2个独立团，3000多人发展到1948年底的10000多人
- 热辽军区：1946年6月13日冀热辽军区决定撤销北路指挥部，改为热辽军区，辖热东、热中、热辽军分区；独立旅改为十六旅，并成立十七旅。司令员黄永胜,政委文年生,参谋长朱军。1946年10月4日撤销热辽军区，各军分区、纵队直属于冀热辽军区。
- 热河军区：1945年9月20日成立冀热辽区党委热河分委和热河军区，胡锡奎兼分委书记和军区政委，段苏权为分委委员、军区司令员。司令员韩伟/段苏权,政委黄火青,副司令员杨梅生，参谋长舒行,政治部主任苏启胜，政治部副主任杨建新。辖热中、热东、热北、热西、热南军分区。1946年4月编入了独立第2、第3旅。1946年6月独立第2、第3旅改称第13、第14旅。1946年9月，独立第13、第14旅合并为独立第13旅。1946年10月4日热河军区撤销，由冀热辽军区直接指挥各军分区与独立旅。1949年1月重新组建热河军区。1949年4月在热河军区组建解放军第168师，军区独立第47团（阜新蒙汉地区队，“喇嘛营”为第二营）编为第502团；热北军分区调入1908名干部战士。1950年7月，第168师502团调归警卫师建制，168师师直和503团、504团调归空军组建空7师师部及所属第18团和空8师第20团；168师另有3个建制营改为东北边防部队；1952年10月原步兵168师属炮兵团、独立战防炮营和团属炮兵营合编组成反坦克炮兵第412团和413团。
  - 独立第2旅/独立第13旅：1946年4月冀晋(赵尔陆)纵队第2旅与冀中(黄寿发)纵队第1旅合并为独立第2旅。旅长周仁杰,政治委员覃国翰，原第2旅第4、第5团番号不变，原第2旅第6团调回冀晋军区后编入独立独1旅为1团最终为第196师586团，冀中第71团改称第6团，冀中第62团拆散补入第4、第6团。1946年6月改称独立第13旅。1946年9月独立第14旅并入。旅长黄鹄显，政治委员陈仁麒，以独13旅第37团第1、第2营、第38团和第14旅第42团合编组成第37团；独14旅第40团、第41团合并为第38团；独13旅第37团第3营和第39团合编组成第39团。1946年10月4日热河军区撤销后，该旅隶属冀热察军区。后编入东北8纵队为22师，后改称45军133师。
  - 独立第3旅/独立第14旅：1946年4月冀晋(赵尔陆)纵队第3旅改为独立第3旅。1946年6月改称独立第14旅。1946年9月并入独立第13旅，第42团编入第37团；第40团、第41团合并为第38团（相当于恢复了冀东老11团建制）。